# Списък с епизоди на „Дневниците на вампира“
Дневниците на вампира е американски свръхестествен хорър сериал по мотиви от поредицата книги на Ел Джей Смит със същото име. Сериалът прави своя дебют на 10 септември 2009 г., моментално изкачвайки се на първо място из сериалите на The CW.
Това е списъкът с епизоди на сериала.

## Сезони и епизоди
| Сезон | Сезон | Епизоди | Излъчване         | Излъчване    |
| Сезон | Сезон | Епизоди | Премиера          | Финал        |
| ----- | ----- | ------- | ----------------- | ------------ |
|       | 1     | 22      | 10 септември 2009 | 13 май 2010  |
|       | 2     | 22      | 9 септември 2010  | 12 май 2011  |
|       | 3     | 22      | 15 септември 2011 | 10 май 2012  |
|       | 4     | 23      | 11 октомври 2012  | 16 май 2013  |
|       | 5     | 22      | 3 октомври 2013   | 15 май 2014  |
|       | 6     | 22      | 2 октомври 2014   | 14 май 2015  |
|       | 7     | 22      | 8 октомври 2015   | 13 май 2016  |
|       | 8     | 16      | 21 октомври 2016  | 10 март 2017 |

## Списък с епизоди

### Сезон 1 (2009 – 2010)
Американският канал The CW обявява, че ще има първи сезон на 19 май 2009. Сезонът започва на 10 септември 2009 и завършва на 13 май 2010.
| № | #  | Заглавие                                               | Режисура           | Сценарий                                     | Първо излъчване   | Първо излъчване в България | Рейтинг (в милиони) |
| --- | -- | ------------------------------------------------------ | ------------------ | -------------------------------------------- | ----------------- | -------------------------- | ------------------- |
| 01 | 1  | 'Пилот' ("Pilot")                                      | Маркос Сиега       | Кевин Уилямсън & Джули Плек                  | 10 септември 2009 | 29 октомври 2011           | 4.91                |
| В малкия град Мистик Фолс в щата Вирджиния, тийнейджърката Елена Гилбърт и брат ѝ Джеръми не могат да се преборят със смъртта на своите родители. За тях се грижи леля им Джена. Елена е емоционална и крие мъката си. Джеръми търси спасение в наркотиците, за да се откъсне от чувствата си. Нищо не върви по план на първия учебен ден, когато мистериозен нов ученик, Стефан Салваторе, привлича вниманието на Елена, оставяйки бившия ѝ приятел Мат да ревнува, заедно със съперничката на Елена – Керълайн. Приятелката на Елена – Бони подозира, че има нещо странно около Стефан. Сестрата на Мат – Вики е ухапана от вампир, но тя вярва, че е било животно. Стефан, който не се храни с човешка кръв, осъзнава, че не е единственият вампир в града. Брат му Деймън се появява, а те не са се виждали от повече от 15 години. |    |                                                        |                    |                                              |                   |                            |                     |
| 02 | 2  | 'Нощта на кометата' ("The night of the comet")         | Маркос Сиега       | Кевин Уилямсън & Джули Плек                  | 17 септември 2009 | 30 октомври 2011           | 3.78                |
| Мистик Фолс започва с подготовката за преминаването на кометата. Докато Вики се възстановява от нараняванията си, Стефан използва способностите си на вампир, за да изтрие спомените ѝ за онази вечер. В същото време господин Танър разказва на Джена за поведението на Джеръми и ѝ казва, че не полага достатъчно грижи за него. Елена и Деймън се срещат за първи път в къщата на Салваторе. Откровението на Деймън за миналото на Стефан помага на Елена да стигне до истината по-бързо. Елена и Стефан се целуват. Деймън намира следващата си жертва в Керълайн. |    |                                                        |                    |                                              |                   |                            |                     |
| 03 | 3  | 'Нощни петъчни ухапвания' ("Friday night bites")       | Джон Дал           | Барби Клигман & Брайън М. Холдман            | 24 септември 2009 | 5 ноември 2011             | 3.81                |
| Бони казва на Елена, че има лошо предчувствие за Стефан. Затова Елена решава да покани Бони и Стефан на вечеря в дома си, за да се опознаят по-добре. В училище Тайлър се опитва да унижи Стефан, като хвърля футболна топка към него, но Стефан използва скоростта си на вампир и я хваща навреме. Стефан се присъединява към футболния отбор. По време на вечерята Деймън и Керълайн неочаквано се появяват и Елена „кани“ Деймън в дома си. Стефан дава на Елена огърлица с върбинка, който да я предпазва от Деймън. Когато Стефан се опитва да убеди Деймън, че в него все още има капчица човечност, Деймън атакува господин Танър и го убива. |    |                                                        |                    |                                              |                   |                            |                     |
| 04 | 4  | 'Семейни връзки' ("Family ties")                       | Гай Ферланд        | Андрю Крайсберг & Браян Йънг                 | 1 октомври 2009   | 6 ноември 2011             | 3.53                |
| Елена и Стефан отиват на партито на откривателите, организирано от родителите на Тайлър. Вики иска от Тайлър да я покани като негова дама на партито. Деймън разказва на Елена за историята на Салваторе, а Стефан се опитва да махне Деймън от живота си. Деймън взима кехлибарения кристал, който му е много нужен. Междувременно Стефан използва Керълайн, за да отрови Деймън. Когато той пие от кръвта ѝ, пада в безсъзнание. След като Керълайн се събужда, тя вижда кехлибарения кристал и го прибира в чантата си, без да знае за силата му. Стефан заключва Деймън в къщата на Салваторе, под стражата на Зак. Съветът на откривателите са стигнали до извода, че вампирите са се завърнали в града. Те трябва да ги победят с джобния часовник на семейство Гилбърт. |    |                                                        |                    |                                              |                   |                            |                     |
| 05 | 5  | 'Ти за мен не си мъръв' ("You're undead to me")        | Кевин Брай         | Шон Рейкрафт & Габриел Стентън               | 8 октомври 2009   | 12 ноември 2011            | 3.52                |
| Докато Деймън отслабва още повече като стои заключен в мазето на Салваторе, отношенията между Вики и Джеръми нарастват все повече. В училището организират автомивка. Бони разбира, че повече не може да бяга от силите и същността си и се отдава на тях. Междувременно чарът на Логан помага за това да има вечеря в дома на Гилбърт. По време на нея, той открадва джобния часовник. Елена разбира, че непознат познава Стефан от 1953 година. След това Елена иска от Стефан обяснение за това кой е всъщност. Деймън използва връзката си с Керълайн, за да го освободи. След това убива Зак и се нахранва с Вики. |    |                                                        |                    |                                              |                   |                            |                     |
| 06 | 6  | 'Изгубени момичета' ("Lost girls")                     | Маркос Сиега       | Кевин Уилямсън & Джули Плек                  | 15 октомври 2009  | 13 ноември 2011            | 3.88                |
| Стефан обяснява на Елена за миналото си с Деймън и Катрин. През 1864 година, двамата са обичали една и съща жена – Катрин, която превръща и двамата във вампири. Междувременно Деймън прекарва деня в капан в къщата на Салваторе заедно с Вики. Те се хранят един от друг, а тя се превръща във вампир. Стефан разбира за това и се опитва да я разубеди да завърши трансформацията. Логан използва джобния часовник и открива Стефан и Вики в гората. Прострелва го, мислейки че е нападнал Вики. Деймън спасява Стефан като атакува Логан. Вики не може да се пребори с глада, нахранва се от Логан и завършва трансформацията си. Стефан казва на Елена, че Вики е станала вампир. Елена решава да запази това в тайна. |    |                                                        |                    |                                              |                   |                            |                     |
| 07 | 7  | 'Преследвана' ("Haunted")                              | Ернест Р. Дикерсън | Андрю Крайсберг, Кевин Уилямсън & Джули Плек | 29 октомври 2009  | 19 ноември 2011            | 4.18                |
| Стефан се опитва да помогне на Вики в това да бъде вампир. Към костюма на Бони за хелуинското парти пасва и кехлибарения кристал на Деймън, затова Керълайн ѝ го дава. На партито Вики атакува Джеръми и Елена и Стефан е принуден да забие кол в сърцето ѝ. Стефан казва на Елена, че ще въздейства на Мат и Джеръми да забравят за случилото се. Но той не е сигурен, че ще заличи спомените им напълно. Затова Деймън иска да го направи той и казва „Аз ще поема вината за изтритите спомени.“. |    |                                                        |                    |                                              |                   |                            |                     |
| 08 | 8  | '162 Свещи' ("162 candles")                            | Рик Бота           | Барби Клигман & Габриел Стентън              | 5 ноември 2009    | 20 ноември 2011            | 4.09                |
| Един стар приятел на Стефан пристига в града за рождения му ден – 350-годишната му приятелка вампирка Лекси. Тя помага на Елена да разбере стойността на любовта и ѝ помага да направи първата стъпка към Стефан. Междувременно Джеръми спира наркотиците и започва да пише домашните си, след като Деймън му въздейства. Деймън дава на шериф Форбс кутия с върбинка, а тя му разказва за всички ловци на вампири в града. Деймън обвинява Лекси за смъртта на местно момче и казва това на шериф Форбс. Полицаят отвежда Лекси от заведението. Извън бара Деймън промушва Лекси с кол и я убива, преди тя да разкаже на шерифа за това кой е той всъщност. Стефан е бесен за направеното от Деймън. Той иска да го убие и да се отърве от него, но не успява да го направи. Докато Бони носи кехлибарения кристал, тя сънува кошмари, а накрая се озовава в гробището. |    |                                                        |                    |                                              |                   |                            |                     |
| 09 | 9  | 'Историята се повтаря' ("History repeating")           | Маркос Сиега       | Брайън М. Холдман & Браян Йънг               | 12 ноември 2009   | 26 ноември 2011            | 4.10                |
| Нов учител по История се появява в училището, Аларик Салцман, за да замести господин Танър. Джеръми забелязва пръстена си, който наподобява на носен от вампири. Джеръми представя новия учител по История на Джена, който остава ослепена от него. Аларик иска от Джена да го покани в дома си, но тя не го прави, защото Джеръми е там. Когато Бони има сънища за нейния прародител, Емили, момичетата решават да направят сеанс, с който да премахнат Емили от Бони. Междувременно Деймън признава причина, поради която наистина се връща в Мистик Фолс – да възкреси Катрин, с помощта на кехлибарения кристал, който Емили му е дала в деня, в който Катрин умира. Стефан се опитва да го спре, знаейки, че с това ще предизвика хаос в Мистик Фолс, защото всички вампири от 1864 година ще излезнат от гробницата. По пътя към старата църква на Фел, Деймън напомня на Емили за сделката им преди век и половина – Деймън ще защитава всички хора от рода на Емили, а Емили ще защити Катрин. Деймън иска да вземе кехлибарения кристал, но Емили използва силата си и го хвърля към едно дърво. Тогава тя унищожава кристала и осуетява плана на Деймън. След това Емили се осбобождава от тялото на Бони. Деймън атакува Бони, но Стефан я спасява като ѝ дава да пие от кръвта му. Бони е уплашена от Стефан, но Елена ѝ разказва всичко за него и същността му. Елена казва на Стефан, че може да се справи с връзката им, но той отвръща, че не може, защото около него са умрели много хора, така че той ще напусне града. Мат продължава да бъде до Керълайн, когато тя има нужда. Логан се връща като вампир и се опитва да влезе в къщата на Елена. |    |                                                        |                    |                                              |                   |                            |                     |
| 10 | 10 | 'Повратната точка' ("The turning point")               | Дж. Милър Тобин    | Кевин Уилямсън, Джули Плек & Барби Клигман   | 19 ноември 2009   | 27 ноември 2011            | 3.57                |
| Джеръми решава да се върне към старото си хоби на скициране на митични същества, което е спрял след смъртта на родителите си. Междувременно Логан е причината за някои убити жители на Мистик Фолс. Мат и Керълайн продължават да бъдат заедно. Той казва на Тайлър, че обича да прекарва времето си с Керълайн. Шериф Форбс разказва на Деймън за скорошните атаки в града. Стефан казва на Елена, че има нов вампир, но няма представа кой е той. Аларик помага за спирането на малък спор между Джеръми и Тайлър. Логан отвлича Керълайн след спор с шерифа, но Стефан и Деймън я спасяват. Логан казва на Деймън, че има друг начин, чрез който да възкреси Катрин. Елена казва на Стефан, че го обича и той остава в града. После приспиват заедно. Но когато Стефан отива да си вземе нещо за пиене, Елена вижда снимката на Катрин и разбира, че тя е точно като нея. След това напуска дома на Стефан и колието си с върбинка на снимката на Катрин. Аларик се изправя срещу Логан и му казва да остави Джена на мира. Логан го атакува, но Аларик пробожда сърцето му с кол и го убива. Елена прави катастрофа, след като се опитва да не блъсне един човек посредата на пътя, но тя осъзнава, че това не е човек. Непознатият започва да се приближава към колата, а Елена се разпищява. |    |                                                        |                    |                                              |                   |                            |                     |
| 11 | 11 | 'Кръвни линии' ("Bloodlines")                          | Дейвид Барет       | Шон Рейкрафт, Кевин Уилямсън & Джули Плек    | 21 януари 2010    | 3 декември 2011            | 3.68                |
| Пристигането на Деймън кара непознатия да избяга. След това Деймън изважда Елена от колата. Деймън води Елена с него в Джорджия, за да се види със стара приятелка, Бри. Тя е вещица и той се надява, че може да му помогне, за да върне Катрин. Бри се обажда на Лии (гаджето на Лекси, която Деймън уби) и той иска да му отмъсти. Елена спасява Деймън, а той убива Бри, заради предателството. В Мистик Фолс, Стефан отива при бабата на Бони, която може да помогне на Бони да развие новите си сили. Междувременно Джеръми среща Ана, младо момиче, което познава миналото на Мистик Фолс. Когато Елена и Деймън се връщат, Стефан ѝ разкрива, че той я е спасил от катастрофата, при която загинаха родителите ѝ. Стефан ѝ казва, че родителите ѝ всъщност са я осиновили, но не знае нищо повече за това. Той твърди, че обича Елена, и тя му прощава. Аларик седи в Грила и разбира, че Деймън е вампирът, убил жена му преди години. |    |                                                        |                    |                                              |                   |                            |                     |
| 12 | 12 | 'Неприятният град' ("Unpleasantville")                 | Лиз Фрийдландър    | Барби Клигман & Браян Йънг                   | 28 януари 2010    | 4 декември 2011            | 3.71                |
| Докато Стефан и Деймън се опитват да разберат кой е новият вампир в града, Стефан дава на Елена още върбинка, която да сложи във вещите на семейството и приятелите си. За да спечели пари, Мат започва да работи в Грила като помощник-келнер, където бившата футболна звезда Бен работи като барман. Бен отива на помощ на Бони, когато забелязва, че Деймън я притеснява. Деймън и Стефан придружават Елена до училищните танци за 50-те. Там Аларик се запознава с Деймън. Ноа, вампирът от катастрофата, който дебне Елена, е убит от Стефан и Деймън. Преди да умре, той разкрива, че начинът, по който могат да отворят гробницата, се намира в дневниците на Гилбърт. Докато Джена и Аларик се прибират у дома след партито, Аларик ѝ казва, че съпругата му е със същото име като майката на Елена. Междувременно Ана продължава да опитва да се сближи с Джеръми, защото иска да получи от него дневникът на Гилбърт. В крайна сметка, става ясно, че Ана и Бен са вампири, които са гаджета. |    |                                                        |                    |                                              |                   |                            |                     |
| 13 | 13 | 'Децата на прокълнатите' ("Children of the damned")    | Маркос Сиега       | Кевин Уилямсън & Джули Плек                  | 4 февруари 2010   | 10 декември 2011           | 3.99                |
| Епизодът започва с ретроспекция за Деймън и Катрин през 1864 година, когато Катрин и Деймън се целуват. Споменът избледнява и Деймън отива в стаята на Стефан, където Елена и Стефан са в леглото. Деймън им напомня, че им се доверява и си тръгва. В ретроспекция, Стефан и Деймън си спомнят за предишните действия на жителите на Мистик Фолс, включително и техният баща, Джузепе Салваторе. В наши дни, срещата на Бони и Бен взема неочакван обрат, когато тя открива, че Бен е вампир. След това той я отвлича. Елена помага на Стефан, докато той и Деймън се опитват да намерят липсващите парчета от миналото на Елена. Стефан научава истинската причина, поради която Аларик проявява интерес към историята на града. Въпреки че Ана открадва дневникът на Гилбърт преди Стефан да го вземе, той все пак успява да види какво пише в него от копията, които Аларик е направил преди това. Стефан и Елена отиват до гроба на Джузепе Салваторе, за да открият книгата с магии. Приятелката на Джеръми, Ана, разкрива, че е дъщеря на Пърл (един от вампирите, заключени в гробницата, заедно с Катрин). Деймън взима дневника на Гилбърт и се отправя към гроба на баща си. Той вижда, че Стефан и Елена са там и копаят гроба на баща им. Деймън взима книгата. Стефан завежда Елена до дома ѝ и отива да ѝ вземе аспирин, защото я боли главата. След това той научава, че Ана е в къщата. Стефан я познава и тича към стаята на Елена. Но той е закъснял и Ана е отвлякла Елена. |    |                                                        |                    |                                              |                   |                            |                     |
| 14 | 14 | 'Заблуди ме веднъж' ("Fool me once")                   | Маркос Сиега       | Брет Конрад                                  | 11 февруари 2010  | 11 декември 2011           | 3.51                |
| Елена се събужда и открива, ще тя и Бони са отвлечени от Ана и Бен. Стефан се опитва да я намери и моли Деймън за помощ, но той отказва. С помощта на бабата на Бони, Стефан спасява Елена и Бони. По-късно Стефан убива Бен, защото не е изпълнил заповедта му да напусне града. В същото време, Джеръми кани Ана на парти в гората, без да подозира, че тя има скрит мотив за среща с него. Бони и баба ѝ отварят гробницата и Деймън разбира, че Катрин не е вътре. Ана влиза в гробницата, за да изкара майка си, Пърл, и ѝ помага да избягат, като ѝ дава от кръвта на Елена. Стефан предупреждава Деймън, че отварянето на гробницата е само временно и Елена им помага да излязат, за да не бъдат заключени там завинаги. След това Елена вижда колко разстроен е Деймън и го успокоява. По-късно той се изправя срещу Ана и Пърл и научава, че пазачът на църквата е помогнал на Катрин да избяга, а тя никога не е била в гробницата. Ана признава, че е видяла Катрин в Чикаго през 1983, но тя не се е интересувала къде е Деймън. У дома Бони проверя баба си, но научава, че е починала от умората след отварянето на гробницата. Епизодът завършва с бягството на един от вампирите от гробницата. |    |                                                        |                    |                                              |                   |                            |                     |
| 15 | 15 | 'Няколко добри хора' ("A few good men")                | Джошуа Бътлър      | Браян Йънг                                   | 25 март 2010      | 17 декември 2011           | 3.33                |
| Харпър, вампирът, който избяга от гробницата, убива един човек в гората и краде дрехите му. Мат и Керълайн са изненадани от внезапната поява на майката на Мат – Кели. Стефан и Елена са разтревожени за новото отношение на Деймън. Междувременно Деймън е помолен от шериф Форбс да вземе участие в търга за срещи, а той я пита за повече информация относно Аларик. Аларик открива, че съпругата му Изабел е биологичната майка на Елена и е превърната във вампир от Деймън по собствено желание. Той се изправя срещу Деймън и бива убит от него с кол. Въпреки това, Аларик се връща към живота, спасен от мистериозния пръстен, който Изабел му е дала. Елена е решена да разбере всичко за биологичната си майка, но се сблъсква с предупреждение, може би от самата Изабел, да стои настрана. |    |                                                        |                    |                                              |                   |                            |                     |
| 16 | 16 | 'Отиде си съседството' ("There goes the neighborhood") | Кевин Брей         | Брайън О & Андрю Чамблис                     | 1 април 2010      | 18 декември 2011           | 2.80                |
| Ана и майка ѝ, която иска да поеме контрол над града, посещават Деймън. Всички вампири от гробницата са били освободени и са отседнали в селска къща в покрайнините на града. Пърл предлага да помогне на Деймън да открие Катрин, ако и той ѝ помогне, но посещението ѝ прераства в насилие, когато той отказва. Междувременно Ана пристига неочаквано в къщата на Джеръми. Той нарочно се порязва, за да изкуши Ана, която след това пие от кръвта му, но са прекъснати от Джена. Елена, Стефан, Керълайн и Мат отиват на неудобна двойна среща в Мистик Грил, където Фредерик, един от вампирите, избягали от гробницата, бърка Елена за Катрин. Кели, Джена и Деймън си вземат няколко напитки на бара, но Джена си тръгва, когато страстите между Деймън и Кели започват да се разгорещяват. Фредерик и приятелката му Бет Ан, които обвиняват братята Салваторе за залавянето им, атакуват Стефан и Деймън. Стефан промушва с кол Бет Ан, а Фредерик бяга и се връща в чифлика, където Пърл го наказва, защото не се е подчинил на заповедта ѝ. Ана се промъква в стаята на Джеръми и го порицава, защото се е порязал нарочно пред нея, за да разкрие тайната ѝ, но той казва, че го е направил, тъй като иска да го превърне във вампир. |    |                                                        |                    |                                              |                   |                            |                     |
| 17 | 17 | 'Нека правилният влезе' ("Let the right one in")       | Денис Смит         | Браян Йънг & Джули Плек                      | 8 април 2010      | 24 декември 2011           | 3.48                |
| Лоша буря приближава към Мистик Фолс, правейки пътищата опасни. Джеръми продължава да убеждава Ана да го превърне във вампир, но тя отказва. Докато е на лов, Стефан е заловен от Фредерик и приятелите му, които искат да го убият. Деймън отива в къщата, осъзнавайки, че не може да влезе, тъй като собственичката на къщата е принудена да не го пуска вътре. Елена и Деймън убеждават Аларик да им помогне да освободят Стефан. Деймън не позволява на Елена да влезе в къщата с тях. Пърл се среща с кмета Локууд в Мистик Грил. Мат е ядосан на майка си Кели, но се притеснява да я притисне твърде много, защото може да си тръгне отново. Аларик влиза в къщата, пълна с вампири, под претекст за използване на телефона. Деймън убива собственичката на къщата, като по този начин вече може да влезе. След като колата ѝ се разваля заради бурята, Керълайн открива останките на Вики в гората. Мат и Кели са съкрушени от новината. Деймън и Елена спасяват Стефан, но избухва бой, в който Аларик и Деймън убиват повечето от вампирите. Фредерик тръгва след Стефан и Елена, ранявайки Стефан лошо. Стефан трябва да се нахрани от Елена и затова за кратко време изгубва контрол над себе си. Ана се съгласява да превърне Джеръми във вампир, но тогава тя разбира (а той не отрича), ще истинската причина, поради която е искал да бъде превърнат, е за да бъде заедно с Вики, която вече е мъртва. Деймън открива, че Стефан е изгубил контрол над кръвната си страст, пиейки големи количества кръвни банки от склада на Деймън. |    |                                                        |                    |                                              |                   |                            |                     |
| 18 | 18 | 'Под контрол' ("Under control")                        | Дейвид Фон Анкен   | Барби Клигман & Андрю Чамблис                | 15 април 2010     | 25 декември 2011           | 3.15                |
| Когато Стефан се опитва да запази контрол над новата си страст, чичото на Елена и Джеръми, Джон, неочаквано се появява в Мистик Фолс. Стефан проявява необичайно поведение на празника на Денят на основателите и нещата стават грозни, когато Деймън се опитва да разбере защо Джон Гилбърт се е върнал. Междувременно Мат и Тайлър се сбиват на партито, когато Мат вижда майка си да се целува с Тайлър. След това бащата на Тайлър го удря, а Мат нарежда на Кели да си върви. Деймън и Аларик разбират, че Джон има същия пръстен като на Аларик. Джон знае за всяка история на града, включително за Катрин и майката на Елена, Изабел. Елена не е в състояние да утеши Джеръми, без да разкрие, че вампири съществуват, което кара Джеръми да се промъкне в стаята ѝ и да вземе дневника ѝ. Стефан все още е извън контрол и пие от чашата на Деймън, която той оставя, за да го изкуши. |    |                                                        |                    |                                              |                   |                            |                     |
| 19 | 19 | 'Мис Мистик Фолс' ("Miss mystic falls")                | Маркос Сиега       | Брайън О & Керълайн Драйс                    | 22 април 2010     | 31 декември 2011           | 3.33                |
| Епизодът започва, показвайки как Стефан се връща на училище. Елена е изненадана да го види тук, но той твърди, че апетитът му към човешка кръв е преминал. На Денят на основателите, Елена и Керълайн се състезават за титлата Мис Мистик Фолс. Бони се връща в града и Елена е много щастлива, но Бони е далечна и студена. Тя разкрива, че се чувства ядосана и отчуждена от Елена, защото се е сближила с братята Салваторе. На конкурса Мис Мистик Фолс, Деймън казва на Елена, че Стефан отново пие човешка кръв. Стефан е ядосан, че Елена разбира и чупи огледалото в тоалетните. Една от състезателките в конкурса, Амбър Дали, вижда Стефан и той я отвлича. Ана се появява на танците и Джеръми се опитва да ѝ се извини. Той ѝ казва, че знае, че единствената причина да станат приятели е, че тя е искала кръвта му, за да съживи майка си. Те се сдобряват и Ана казва, че не би го наранила. Обратно на танците, Деймън е кавалер на Елена, защото Стефан не е там. По-късно Елена и Деймън, с помощта на Бони, откриват Стефан в гората, хранейки се от Амбър. Междувременно Джон Гилбърт безуспешно се опитва да изплаши Деймън. Епизодът завършва с Елена, която инжектира Стефан с върбинка. Тя и Деймън го заключват в мазето, в опит да му помогнат да контролира желанието си за кръв. |    |                                                        |                    |                                              |                   |                            |                     |
| 20 | 20 | 'Кръвни братя' ("Blood brothers")                      | Лиз Фрийдландър    | Кевин Уилямсън & Джули Плек                  | 29 април 2010     | 1 януари 2012              | 3.39                |
| Докато Стефан се опитва да се примири с миналото си, той и Деймън разкриват части от историята си на Елена, включително това как са се превърнали във вампири. Стефан обяснява, че през 1864, когато Катрин е заловена, те се опитват да я спасят, но са застреляни от баща им. И двамата се събуждат в преход на превръщане във вампири. Емили Бенет, роднина на Бони, им обяснява, че Катрин е убедила Стефан да пие от кръвта ѝ, а Деймън го е направил доброволно. Тогава Стефан отива до дома си, за да обясни на баща си, че не иска да завърши трансформацията във вампир, но баща му не искал да го слуша. Той се опитва да го прободе с кол, но случайно улучва себе си. Стефан се опитва да му помогне, но е зашеметен от огромното количество и се поддава на изкушението, като по този начин завършва трансформацията. Деймън разкрива, че Стефан се е опитал да го убеди да завърши прехода, като му казва, че ще се почувства много по-добре, изключвайки емоциите си. После довежда една жена, ухапва я, а Деймън се нахранва от нея и завършва трансформацията. Пърл и Джон Гилбърт имат грозна конфронтация. Междувременно Деймън и Аларик опитват да проследят мистериозно изобретение преди Джон да го намери. Връзката между Джеръми и Ана продължава да се разраства, като тя се записва да учи в гимназията, за да прекарват времето си заедно. В крайна сметка Джон убива Пърл, а Ана открива тялото ѝ. Когато Елена го освобождава, Стефан продължава да е пристрастен към кръвта и иска да умре, но тя успява да го разубеди. Те се връщат в къщата и изглежда, че Стефан е излекуван от манията си по кръвта, но Деймън не изглежда доволен от това. |    |                                                        |                    |                                              |                   |                            |                     |
| 21 | 21 | 'Изабел' ("Isobel")                                    | Дж. Милър Тобин    | Керълайн Драйс & Брайън Йънг                 | 6 май 2010        | 7 януари 2012              | 3.31                |
| Изабел се завръща с града и изненадва Аларик с новото си цинично и жестоко поведение и с търсенето си на Елена; въпреки привидното си безразличие към него, се оказва, че тя все още го обича и че не е истински щастлива с новия си живот на вампир. Когато Елена и Изабел най-накрая се срещат, Изабел отказва да отговори на повечето от въпросите на дъщеря си, но се оказва, че тя също търси мистериозното изобретение на Джонатан Гилбърт. След като научава, че устройството е в Деймън, Изабел казва на Елена да го вземе, като заплашва да убие всеки неин близък, ако откаже. Скоро става ясно, че Изабел и Джон работят за Катрин. Изабел се опитва да сплаши Деймън, за да ѝ даде устройството и предлага да разкрие местоположението на Катрин в замяна, но става ясно, че той няма да търпи да го изнудват и вече не иска да има нищо общо с Катрин. По-късно Изабел отвлича Джеръми, за да принуди Елена да ѝ даде устройството, което ще вземе от Деймън. Бони предлага да премахне магията от изобретението, като се предполага, че то убива вампири; по-късно се разкрива, че Бони само се е престорила, че разваля магията, поради непоносимостта си към вампири. Елена дава устройството на Изабел, която разкрива, че е знаела, че Деймън ще ѝ го даде, защото е влюбен в нея. Оказва се, че Джон е биологичният баща на Елена. Той планира да използва устройството, за да убие всички вампири в Мистик Фолс, включително Стефан и Деймън. Преди да напусне града, Изабел показва страха си, че братята Салваторе могат да превърната Елена във вампир – един живот, който тя не иска за Елена – и отърваването от тях е най-доброто нещо, което могат да направят за нея. Ана се появява и казва на Джеръми, че майка ѝ е убита и смята да отиде някъде другаде, но не и тук. Джеръми я прегръща и се опитва да я утеши. |    |                                                        |                    |                                              |                   |                            |                     |
| 22 | 22 | 'Денят на основателите' ("Founder's day")              | Маркос Сиега       | Браян О & Андрю Чамблис                      | 13 май 2010       | 8 януари 2012              | 3.47                |
| Денят на основателите най-накрая идва, всички са заети с последни приготовления за зарята. Джеръми все още е отвратен от лъжите на Елена и търси компанията на Ана; тя му дава шишенце от кръвта си в случай, че все още иска да стане вампир. Въпреки че Деймън и Аларик се опитват да спрат Джон да вземе мистериозното устройство, той променя плана си в движение, което води до хаотичен, разрушителен и смъртоносен край на партито за Денят на основателите. Тайлър, Керълайн и Мат пътуват с автомобил, когато Тайлър изведнъж се поддава на устройството, което генерира писклив сигнал в ушите му и той губи контрол над колата. Керълайн е тежко ранена след катастрофата. Бащата на Тайлър, кметът Локууд, който също се поддава на сигнала на устройството. Джон убива Ана и изгаря много от вампирите, избягали от старата гробница. Бащата на Тайлър умира заедно с тях. Стефан осъзнава, че въпреки всичко, което Деймън е направил, той обича брат си. Елена се изправя срещу Джон, знаейки, че той е баща ѝ. Бони спасява Стефан и Деймън от пожара, но казва, че ако Деймън убие и един невинен човек, ще го убие, дори ако трябва да убие първо Стефан. Деймън най-накрая осъзнава, че има нещо добро в него и иска да стане добър човек. Джеръми научава за смъртта на Ана, пие от кръвта ѝ и голямо количество хапчета с надеждата, че като стане вампир може да изключи емоциите си. Деймън целува човек, който смята за Елена, който по-късно е поканен в къщата от Джена и намушква Джон Гилбърт. Той разбира, че това е Катрин, която се представя за Елена. Сезонът завършва с влизането на истинската Елена в къщата и по-късно в кухнята, където Катрин е... |    |                                                        |                    |                                              |                   |                            |                     |

### Сезон 2 (2010 – 2011)
Американският канал The CW обявява, че ще има втори сезон на 16 февруари 2010. Сезонът започва на 9 септември 2010 и завършва на 12 май 2011.
| № | #  | Заглавие                                            | Режисура         | Сценарий                               | Първо излъчване   | Първо излъчване в България | Рейтинг (в милиони) |
| --- | -- | --------------------------------------------------- | ---------------- | -------------------------------------- | ----------------- | -------------------------- | ------------------- |
| 23 | 1  | 'Завръщането' ("The return")                        | Дж. Милър Тобин  | Кевин Уилямсън & Джули Плек            | 9 септември 2010  | 14 януари 2012             | 3.36                |
| В същата вечер като финалния епизод на миналия сезон, Елена пристига у дома в един кошмар, когато открива чичо си Джон и Джеръми. Джеръми не се е превърнал във вампир, защото не е взел достатъчно лекарства, за да умре. Деймън, Бони и Елена решават, че Керълайн се нуждае от кръвта на Деймън, за да оцелее. След объркващ разговор с Елена за събитията от предишната вечер, Деймън е първият който осъзнава, че Катрин се е завърнала и се представя за Елена. Тайлър е изненадан, че чичо му Мейсън се завръща в града, за да го утеши. Катрин казва на Деймън, че тя винаги ще обича само Стефан. Отчаян, Деймън отива при Елена, която се противопоставя на опита му да я целуне. Ядосан, че Елена също обича и Стефан, той прекършва врата на Джеръми. Той оцелява, защото е носил магическия пръстен на Гилбърт, който защитава от смърт, причинена от свръхестествени причини. Катрин отива в болницата и задушава Керълайн с възглавницата. Преди да убие Керълайн, Катрин оставя съобщение на братята Салваторе, което гласи: „Играта започва.“. |    |                                                     |                  |                                        |                   |                            |                     |
| 24 | 2  | 'Един смел нов свят' ("Brave new world")            | Джон Дал         | Брайън Йънг                            | 16 септември 2010 | 15 януари 2012             | 3.05                |
| Керълайн се превръща във вампир и се събужда в болницата, жадна за кръв. Тайлър разбира, че Мейсън търси лунен камък, който е семейна реликва. На карнавала, Деймън принуждава момче на име Картър да се сбие с Тайлър и да предизвика изблик на гняв от негова страна. Мейсън прекъсва битката, използвайки свръхестествените си умения, които показват, че е върколак. Керълайн се изправя срещу Деймън и му казва, че знае, че я е манипулирал и използвал, изтривайки спомените ѝ. Докато Деймън разказва на Стефан и Елена за Керълайн, тя източва кръвта на Картър. Стефан обещава на Керълайн, че ще ѝ помогне с това да бъде вампир. Тайлър открива лунния камък, който Мейсън търси. Мат забелязва необичайното поведение на Керълайн, но признава, че я обича. |    |                                                     |                  |                                        |                   |                            |                     |
| 25 | 3  | 'Изгряването на злата луна' ("Bad moon rising")     | Патрик Нориси    | Андрю Чамблис                          | 23 септември 2010 | 21 януари 2012             | 3.57                |
| Елена, Деймън и Аларик предприемат пътуване до университета Дюк, където е разкрито, че вампири и върколаци бродят спокойно, докато един шаман не ограничава възможностите им, след което върколаците са подчинени на Луната, а вампирите на Слънцето. Стефан учи Керълайн как да се контролира и да ловува животни. Бони прави дневен пръстен на Керълайн, за да не бъде изгорена от слънцето. Мейсън среща Стефан и Керълайн във върколашката си форма. Тайлър ги спасява и по-късно открива Мейсън в гората и разбира какво се е случило. Керълайн ухапва Мат, след като губи контрол. Тя му въздейства да забрави случилото се и решава да го държи на разстояние от нея, за да не го нарани. Деймън разкрива истинското име на Катрин, Катерина Петрова, на Елена, за да ѝ помогне в търсенето. Накрая на епизода Керълайн открива Катрин в спалнята си. |    |                                                     |                  |                                        |                   |                            |                     |
| 26 | 4  | 'Път към спомените' ("Memory lane")                 | Керълайн Драйс   | Роб Харди                              | 30 септември 2010 | 22 януари 2012             | 3.18                |
| Катрин казва на Стефан, че ще убие Елена, ако те не сложат край на връзката си, а Елена осъзнава, че Керълайн работи за Катрин. Елена и Катрин най-накрая се срещат, но Катрин игнорира въпросите на Елена. Деймън намушква Мейсън със сребърен нож, но той отвръща, че е само мит, че среброто наранява върколаци. Сега те са врагове. Катрин си спомня как през 1864, след като Стефан и Деймън са били застреляни от баща си в опит да я спасят, тя целува Стефан, казвайки, че отново ще бъдат заедно някой ден. Стефан и Елена обявяват фалшивата си раздяла, за да спрат Катрин да нарани някой невинен. |    |                                                     |                  |                                        |                   |                            |                     |
| 27 | 5  | 'Убий или бъди убит' ("Kill or be lilled")          | Джеф Улнаф       | Майк Даниелс                           | 7 октомври 2010   | 28 януари 2012             | 3.47                |
| На пикника в Мистик Фолс, Мейсън Локууд казва на шериф Форбс, че Стефан и Деймън са вампири. Лиз и колегите ѝ полицаи стрелят по Стефан и Деймън. Керълайн и Елена стигат до братята преди шерифът да ги убие, но Керълайн трябва да разкрие пред майка си, че е вампир. Лиз отхвърля Керълайн като нейна дъщеря, а Стефан пие от кръвта на Елена, за да получи сили. Керълайн признава на Елена, че Катрин е заплашила да убие Мат, ако тя не шпионира Елена и Стефан; Елена прощава на Керълайн. Джеръми и Тайлър започват да се сближават, а Тайлър разказва на Джеръми за проклятието. Той почти не убива едно момиче, чувствайки за секунда, че иска да умре. След това Тайлър дава лунния камък на Мейсън и му казва, че не иска да има нищо общо с проклятието. Оказва се, че Мейсън работи за Катрин, която също иска лунния камък. |    |                                                     |                  |                                        |                   |                            |                     |
| 28 | 6  | 'План Б' ("Plan B")                                 | Джон Беринг      | Елизабет Крафт & Сара Фейн             | 21 октомври 2010  | 29 януари 2012             | 3.62                |
| Лиз приема Керълайн за своя дъщеря, но тя я кара да забрави, че е вампир. Бони замайва Мейсън, като му причинява аневризъм. Деймън задава въпроси на Мейсън и го измъчва, а той вярва, че Катрин го обича и не иска да проговори. Казвайки на Мейсън, че Катрин го използва, Деймън го убива. Бони открива местоположението на лунния камък. Стефан открива, че кладенецът е пълен с върбинка, която го изгаря. Бони и Керълайн помагат на Елена да го измъкне и взимат лунния камък. Катрин принуждава Джена да се наръга с нож. Опасявайки се, че Катрин може да направи нещо по-лошо, Елена се разделя със Стефан за добро. Нуждаейки се от друг върколак, Катрин въздейства на Мат да атакува Тайлър, така че той да го убие. |    |                                                     |                  |                                        |                   |                            |                     |
| 29 | 7  | 'Маскарад' ("Masquerade")                           | Чарлз Бийсън     | Кевин Уилямсън & Джули Плек            | 28 октомври 2010  | 4 февруари 2012            | 3.55                |
| Стефан, Деймън, Бони, Джеръми, Аларик и Керълайн планират да убият Катрин на бала с маски в имението на Локууд. Катрин е посетена от Люси, вещица, която трябва да ѝ помогне да вземе лунния камък. Под въздействието на Катрин, Мат се сбива с Тайлър. Керълайн спира борбата, но Сара, която също е под въздействието на Катрин, намушква Тайлър и той случайно ѝ прекършва врата. Очите на Тайлър стават жълти, което показва, че проклятието е било задействано. Стефан и Деймън се опитват да убият Катрин, но спират, когато Джеръми им казва, че всеки път, когато я намушкат, Елена чувства всичко. Катрин разкрива, че Люси я е свързала с Елена. Люси, която се оказва, че е братовчедка на Бони, прекъсва свързването и прави заклинание на Катрин, което я поваля. Деймън затваря Катрин в гробницата. Когато Елена се отправя към дома си, е заловена от непознат. |    |                                                     |                  |                                        |                   |                            |                     |
| 30 | 8  | 'Роуз' ("Rose")                                     | Лиз Фридлендер   | Браян Йънг                             | 4 ноември 2010    | 5 февруари 2012            | 3.63                |
| Вампир на име Тревър отвлича Елена и я отвежда в изоставена къща, където тя се среща с Роуз, друг вампир. Когато Тайлър става свидетел на способностите на Керълайн, тя разкрива, че е вампир. Елена чува, че Роуз и Тревър говорят за вампир на име Илайджа. С помощта на заклинание, Бони открива къде е Елена. Тя се опитва да извлече повече информация от Роуз, която ѝ казва, че Илайджа е един от „първородните“ вампири. Роуз и Тревър използват Елена, двойникът на Петрова, който е ключът към развалянето на проклятието, за да закупят свободата си от Илайджа. Той пристига, а Роуз му предлага Елена в замяна на тяхното помилване. Илайджа се съгласява, но убива Тревър. Елена се опитва да го забави, като му казва, че знае къде е лунния камък, а той ѝ въздейства да му каже къде е. Стефан и Деймън се бият с Илайджа и го промушкват с кол. Герданът с върбинка на Елена остава в къщата. По-късно, същата вечер, Деймън е в спалнята на Елена с колието в ръката си. Той ѝ казва, че я обича, но не я заслужава, а Стефан – да. Той ѝ въздейства да забрави разговора им. В изоставената къща Илайджа изважда дървения кол от сърцето си. |    |                                                     |                  |                                        |                   |                            |                     |
| 31 | 9  | 'Катерина' ("Katerina")                             | Дж. Милър Тобин  | Андрю Чамблис                          | 11 ноември 2010   | 11 февруари 2012           | 3.50                |
| Епизодът започва в България през 1490 и показва как Катрин ражда момиченце. Баща ѝ казва, че е посрамила семейството и взима бебето веднага. В настоящето, Елена отива в гробницата, където е затворена Катрин и ѝ предлага кръв в замяна на истината – дали двойникът на Петрова може да се използва, за да развали проклятието. Катрин разкрива, че е изгонена от България и е избягала в Англия, където Илайджа и Тревър я откриват. Тя е разпозната като двойник на Петрова и Илайджа се опитва да я убие, но Тревър ѝ помага да избяга. Тя се превръща във вампир и вече не може да бъде използвана, за да развали проклятието. Катрин се връща в Мистик Фолс, за да предложи на Клаус това, от което се нуждае – двойник, вампир, върколак и лунния камък. Тя се надява, че Клаус ще пощади живота ѝ в замяна. Бони среща вещер на име Лука и баща му, а Джеръми ревнува от него. Деймън и Роуз търсят информация за Клаус от приятелят на Роуз – Слейтър, но Илайджа ги спира. Илайджа принуждава Слейтър да се намушка с кол. Оказва се, че Лука и баща му работят за Илайджа. |    |                                                     |                  |                                        |                   |                            |                     |
| 32 | 10 | 'Жертвоприношението' ("The sacrifice")              | Ралф Хемъкър     | Керълайн Драйс                         | 2 декември 2010   | 12 февруари 2012           | 3.46                |
| Елена и Роуз отиват при Слейтър, за да разберат нещо относно Клаус, но откриват трупа му. Елена използва информацията от компютъра на Слейтър, за да привлече вниманието на Клаус, като казва, че иска да се предаде. Керълайн и Тайлър откриват видеодневника на Мейсън, който използва, за да документира трансформациите си. Бони планира да вдигне магията от гробницата и да обезвреди за малко Катрин, за да може Стефан да влезе и да вземе лунния камък. Джеръми влиза в гробницата, но е заловен от Катрин и тя се храни от него. Стефан спасява Джеръми, но се оказва в капан заедно с Катрин. Трима вампири искат да спрат Елена, Деймън и Роуз, но Илайджа ги убива и след това си тръгва. Обратно у дома, затвореният в капан Стефан иска от Деймън да му обещае да защитава Елена. Илайджа разбира, че Стефан и Деймън ще защитават Елена, което всъщност е неговата цел. |    |                                                     |                  |                                        |                   |                            |                     |
| 33 | 11 | 'Под лунната светлина' ("By the light of the moon") | Елизабет Алън    | Майк Даниелс                           | 9 декември 2010   | 18 февруари 2012           | 3.16                |
| С приближаването на пълнолунието, Керълайн помага на Тайлър да се подготви за трансформацията. Стефан казва на Катрин да докаже, че има добро в нея, а тя го съветва да поиска помощ от Изабел, за да намерят Клаус. Бони иска помощ от Лука, за да унищожи лунния камък; правят заклинанието, но Лука взима камъка и го дава на баща си. Джулс, приятелка на Мейсън, пристига в Мистик Фолс, за да го намери. Деймън и Аларик се опитват да я подмамят с питие, в което има вълче биле. Джулс разкрива, че е върколак и казва на Деймън, че е маркиран. Илайджа прави сделка с Елена: тя трябва да се пази от Клаус (така, че Илайджа да я използва за примамка), а в замяна той ще защити приятелите и семейството ѝ и ще освободи Стефан от гробницата. В къщата на Салваторе, Джулс атакува Деймън, но вместо това ухапва Роуз и раната се инфектира. |    |                                                     |                  |                                        |                   |                            |                     |
| 34 | 12 | 'Спускането' ("The descent")                        | Маркос Сиега     | Сара Фейн & Елизабет Крафт             | 27 януари 2011    | 19 февруари 2012           | 3.55                |
| Стефан се опитва да се свърже с Изабел, но вместо това се натъква на Джон, който се завръща в града. Докато Деймън опитва да разбере от Джулс как се лекува върколашко ухапване, моли Елена да наглежда Роуз, която не е на себе си и я мисли за Катрин. Керълайн и Мат признават любовта си един към друг. Роуз бяга от къщата на Салваторе и убива един човек. Деймън я връща и забива кол в сърцето ѝ, докато ѝ дава спокойна смърт, като ѝ показва картината на стария ѝ дом. Деймън признава на непозната, че му липсва да бъде човек. По-късно ѝ позволява да си тръгне, но я ухапва. Джулс информира Тайлър, че знае какви са той и Мейсън. |    |                                                     |                  |                                        |                   |                            |                     |
| 35 | 13 | 'Проблеми с татко' ("Daddy issues")                 | Джошуа Бътлър    | Кевин Уилямсън & Джули Плек            | 3 февруари 2011   | 24 февруари 2012           | 3.22                |
| Тайлър е бесен, защото Керълайн е скрила смъртта на Мейсън от него. Джена е разстроена, защото разбира, че Джон е истинския баща на Елена. Джулс взема Керълайн за заложник. Тя казва на Стефан да донесе Тайлър в замяна на Керълайн. Стефан се опитва да сключи мир, но не успява и Деймън преминава към „кървав“ метод. Джулс призовава приятелите си, но въпреки че Стефан и Деймън са числено превъзхождани, те се справят с повечето върколаци. Тайлър освобождава Керълайн от клетката. Когато Деймън и Стефан са напът да бъдат намушкани с кол, бащата на Лука, от името на Илайджа, ги спасява. Тайлър се опитва да се извини на Керълайн, но тя му казва, че вече не са приятели. По-късно той казва на Джулс и Брейди, че Мейсън най-вероятно е бил убит, тъй като е намерил лунния камък. Джон казва, че се е върнал, за да защити Елена и че единствения начин да убиеш първороден е като го намушкаш с кама, потопена в прах от бял дъб. Показано е, че Джон все още работи с Катрин и се опитва да я измъкне от гробницата. |    |                                                     |                  |                                        |                   |                            |                     |
| 36 | 14 | 'Плачещият вълк' ("Crying wolf")                    | Дейвид Фон Анкен | Брайън Йънг                            | 10 февруари 2011  | 25 февруари 2012           | 2.78                |
| Стефан и Елена прекарват уикенда си във вилата на Гилбърт, без да подозират, че са преследвани от Тайлър и Брейди. Джена се тревожи, че Аларик не е честен за миналото си. Джулс и Брейди обясняват на Тайлър за проклятието на слънцето и луната. Бони упражнява хипноза над Лука, за да получи информация. Лука разкрива, че Илайджа ще се опита да убие Клаус, когато няма много сили, след като жертва Елена в ритуала. Той разкрива и че Клаус е взел сестра му. Джулс и нейните приятели измъчват Деймън, за да има даде лунния камък, но Илайджа се намесва, убива повечето от вълците и спасява Деймън. Брейди намира Стефан, застрелва го с дървен куршум и оставя Тайлър да го пази. Когато Тайлър научава, че Елена трябва да умре, за да се развали проклятието, пуска Стефан. Той убива Брейди, за да спаси Елена. В същото време, Джеръми и Бони признават чувствата си един към друг. Осъзнавайки, че Елена е знаела за плана на Илайджа, Стефан ѝ казва, че е мъченица. Тайлър казва на Мат, че обича Керълайн, но знае, че тя обича Мат. Епизосът завършва, като се показва, че Тайлър и Джулс напускат града. |    |                                                     |                  |                                        |                   |                            |                     |
| 37 | 15 | 'Вечерното парти' ("The dinner party")              | Маркос Сиега     | Андрю Чамблис                          | 17 февруари 2011  | 3 март 2012                | 3.07                |
| Елена прочита в дневника на Джонатан Гилбърт за една вечер, когато Стефан го напада и убива двама от рода Фел. Стефан признава, че е бил брутален и нехуманен, докато не е срещнал Лекси, която му е показала пътя към човечността и любовта. Деймън кани Илайджа на вечерно парти, като възнамерява да го убие. Дневникът на Джонатан разкрива, че ако вампир използва камата, за да убие първороден, ще умре. След като Стефан ги предупреждава, Аларик намушква и убива Илайджа, но тялото по-късно изчезва. Елена прочита в дневника, че ако камата бъде отстранена, първородният ще се събуди. Джон изнудва Аларик, за да му даде пръстена си. Илайджа се появява в къщата на Елена и казва, че сделката е развалена, но Елена му казва, че ще се самоубие и ще стане вампир, така че няма да бъде полезна за развалянето на проклятието. Илайджа ѝ казва, че блъфира, но Елена се пробожда с нож. Той я моли да я излекува, тя му позволява, но го намушква с камата, убивайки го отново. Деймън се завръща у дома и намира Катрин там. Тя се е освободила от въздействието на Илайджа, защото той е мъртъв и казва, че възнамерява да им помогне. |    |                                                     |                  |                                        |                   |                            |                     |
| 38 | 16 | 'Гостът' ("The house guest")                        | Майкъл Катлиман  | Керълайн Драйс                         | 24 февруари 2011  | 4 март 2012                | 2.98                |
| Откривайки, че Катрин е свободна, Елена е разстроена. Стефан и Бони се опитват да убедят Лука и баща му да работят с тях, но те искат Илайджа жив отново. Бащата на Лука го поставя в къщата на Салваторе в невидима форма. Той се опитва да премахне камата от тялото на Илайджа, но Катрин го спира. Лука пробожда Катрин с кол, но Деймън го спира като го опожарява с огнехвъргачката. Лука е мъртъв и баща му се заклева, че ще отмъсти като убие Елена. Бони казва на Елена за връзката си с Джеръми и е изненадана от положителния ѝ отговор. Бащата на Лука се появява в Грила. Бони се опитва да го спре, но той го предотвратява; Мат се намесва, но бива намушкан. Керълайн вижда Мат и му дава да пие от кръвта си, за да го спаси. Бащата на Лука атакува Елена, но тя се оказва Катрин и го ухапва. Аларик казва на Джена, че я обича. Бони разкрива, че бащата на Лука е върнал магията ѝ и е казал да убият Клаус. Керълайн казва на Мат, че е вампир, но той приема новината зле. Изабел се появява в дома на Елена и казва на Джена, че тя е майката на Елена. |    |                                                     |                  |                                        |                   |                            |                     |
| 39 | 17 | 'Опознай врага си' ("Know thy enemy")               | Уенди Стенцлър   | Майк Даниелс                           | 7 април 2011      | 10 март 2012               | 2.73                |
| Елена и Аларик са ядосани на Джон, когато пристигането на Изабел втрещява Джена. Аларик е отвлечен от Мадокс, магьосник от вътрешния кръг на Клаус. Междувременно Бони работи с Деймън и Джеръми, за да открие магия, от която се нуждаят, за да съберат силите от вещиците, убити в клането. Деймън ги отвежда на мястото, където са убити вещиците. Мат настоява да разбере какво е станало с Вики. След като Керълайн му казва истината и му въздейства да забрави, става ясно, че това е капан от майка ѝ, която иска да разбере дали дъщеря ѝ е наистина вампир. Мат е пил върбинка, така че въздействието не работи. Изабел отвлича Елена и след това получава телефонно обаждане от Мадокс, който ѝ казва, че е изпълнила задачата си и е свободна да пусне Елена да си върви. Изабел се извинява на Елена, че я е разочаровала, премахва огърлицата си и изгаря от слънцето. Стефан и Деймън разбират, че Бони има тайно оръжие – огромната ѝ сила. Джеръми е разстроен, защото ако Бони използва цялата сила, ще умре. Катрин, която е отвлечена от Мадокс, се събужда и вижда, че Клаус преминава в тялото на Аларик. |    |                                                     |                  |                                        |                   |                            |                     |
| 40 | 18 | 'Последният танц' ("The last dance")                | Джон Беринг      | Майкъл Нардучи                         | 14 април 2011     | 11 март 2012               | 2.81                |
| Клаус (в тялото на Аларик) принуждава Катрин да му каже как другите планират да го убият. Тогава той разбира, че Бони е получила огромна сила, която би могла да застраши живота му. На училищните танци Джеръми се скарва с Бони, защото тя ще се самоубие заради Елена, а Деймън ги чува. Джеръми отива при Стефан за помощ, а той казва на Елена за плановете на Бони. Елена най-накрая се досеща кой е „Аларик“ наистина. Бони се бори с Клаус и умира. Когато Елена скърби за смъртта на Бони, Деймън ѝ казва, че Клаус е трябвало да повярва, че Бони умира наистина, но нейната смърт всъщност е фалшифицирана. Осъзнавайки, че Бони застрашава живота си като иска да се изправи срещу Клаус, тя маха камата от сърцето на Илайджа. |    |                                                     |                  |                                        |                   |                            |                     |
| 41 | 19 | 'Клаус' ("Klaus")                                   | Джошуа Бътлър    | Кевин Уилямсън & Джули Плек            | 21 април 2011     | 17 март 2012               | 2.70                |
| След като Елена маха камата, Илайджа се събужда и тя прави още една сделка с него. В ретроспекция през 1490 Катрин среща Клаус и Илайджа за първи път. Те са показани като братя, но Клаус е резултат от афера на майка му с върколак. Бащата на Илайджа е преследвал и е убил мъжът и семейството му, започвайки войната между вампири и върколаци. Като хибрид, Клаус може да бъде убит само от една вещица. Проклятието на слънцето и луната е фалшиво – истинското проклятие е това, че върколашката форма на Клаус е спряна от вещиците. Джена най-накрая разбира за вампирите от Стефан. Катрин е в плен на Клаус. Деймън я открива и ѝ дава шишенце с върбинка, което да я предпази от въздействието. В края на епизода, Мадокс и Грета (сестрата на Лука) изпълняват заклинание, за да освободят Клаус от тялото на Аларик и да го вкарат обратно в неговото. |    |                                                     |                  |                                        |                   |                            |                     |
| 42 | 20 | 'Последният ден' ("The last day")                   | Дж. Милър Тобин  | Андрю Чамблис & Браян Йънг             | 28 април 2011     | 18 март 2012               | 2.68                |
| Илайджа казва на Елена, че начинът да развали проклятието, е да канализира силата на пълнолунието в лунния камък, жертвайки вампир, върколак и двойницата. Мадокс наранява Каръл Локууд, за да накара Тайлър и Джулс да се върнат в града, след това отвлича Керълайн и Тайлър. Деймън казва на Елена, че има друг начин да я спаси, като ѝ дава да пие от кръвта му, което я вбесява. Аларик се завръща като себе си и предава на всички съобщението на Клаус, че ритуалът ще се състои тази вечер. Деймън разбира, че ако Клаус не разполага с върколак, няма да може да завърши ритуала и Елена ще разполага с още един месец. Той спасява Керълайн и Тайлър и убива Мадокс. Тайлър започва трансформацията и ухапва Деймън, който се спасява и казва на Керълайн и Мат да се скрият. Стефан и Елена прекарват романтичен ден заедно, а тя му казва, че не иска да бъде вампир. При завръщането си, Клаус отвлича Елена, за да започне ритуалът. Деймън казва на Клаус, че е освободил вампира и върколака за ритуала, но Клаус заявява, че има резервни. По време на ритуала, Елена осъзнава, че Клаус е превърнал Джена във вампир и ще я използва. Деймън признава, че е ухапан от върколак. |    |                                                     |                  |                                        |                   |                            |                     |
| 43 | 21 | 'Слънцето също изгрява' ("The sun also rises")      | Пол М. Сомърс    | Кералайн Драйс & Майк Даниелс          | 5 май 2011        | 24 март 2012               | 2.84                |
| Мат и Керълайн са в мазето на Локууд, докато Тайлър е във върколашката си форма и ги атакува, но те се скриват. Междувременно Грета дава на Джена от кръвта си и тя завършва трансформацията си. Илайджа иска отмъщение, защото Клаус е убил семейството му и е разпръснал телата им в морето. Клаус започва с ритуала и убива Джулс. Стефан предлага да заеме мястото на Джена, но Клаус отказва и я убива. Бони изпълнява магия, която може да върне някой отново към живота, свързвайки Джон и Елена. Клаус източва кръвта на Елена и започва да се трансформира във върколак. Бони използва силите си, за да го отслаби. Преди Илайджа да извади сърцето му, Клаус му казва, че не е разпръснал телата на близките му и ако той го убие, никога няма да ги види отново. Илайджа избягва с Клаус. Когато Елена се връща към живота, Джон умира. На погребението на Джена и Джон Деймън разкрива на Стефан, че е ухапан от върколак и го моли да не казва на Елена. |    |                                                     |                  |                                        |                   |                            |                     |
| 44 | 22 | 'Докато лежа умирайки' ("As I lay dying")           | Джон Беринг      | Тюри Майер, Ал Септън & Майкъл Нардучи | 12 май 2011       | 25 март 2012               | 2.86                |
| Деймън се извинява на Елена, че я е принудил да пие от кръвта му. Той се опитва да се самоубие, махайки пръстена си, който го предпазва от слънцето, но Стефан го спира и го заключва в мазето. Клаус е завършил трансформацията си във върколак, а Илайджа го чака да се събуди. Той му напомня за сделката им – Клаус трябва да му покаже семейството му. Стефан търси лек за Деймън. Клаус ухапва Катрин и ѝ дава от кръвта си, като така показва на Стефан какъв е лекът за върколашко ухапване. В замяна на шишенце от кръвта си, Клаус иска Стефан отново да стане изкормвач и да напусне Мистик Фолс заедно с него. Стефан пие човешка кръв. Клаус дава на Катрин лека и ѝ казва да си тръгне. Шериф Форбс, която иска да убие Деймън, случайно го освобождава от килията. По-късно го проследява, стреля по него, но вместо това улучва Джеръми. Бони моли вещиците да върнат Джеръми към живота, като казва, че го обича, но те казват, че ще има последици. Елена намира Деймън, който не е на себе си. Завежда го у дома и го целува, след като той ѝ признава любовта си. Катрин ги прекъсва, защото му носи лека от Клаус. Клаус тества Стефан, казвайки му да убие някого. След като го прави, той му казва, че могат да напуснат Мистик Фолс. В къщата на Гилбърт, Джеръми открива двете си мъртви приятелки Ана и Вики. |    |                                                     |                  |                                        |                   |                            |                     |

### Сезон 3 (2011 – 2012)
Американският канал The CW обявява, че ще има трети сезон на 26 април 2011. Сезонът започва на 15 септември 2011 и завършва на 10 май 2012.
| № | #  | Заглавие                                                  | Режисура         | Сценарий                                   | Първо излъчване   | Първо излъчване в България | Рейтинг (в милиони) |
| --- | -- | --------------------------------------------------------- | ---------------- | ------------------------------------------ | ----------------- | -------------------------- | ------------------- |
| 45 | 1  | 'Рожденият ден' ("The birthday")                          | Джон Беринг      | Кевин Уилямсън & Джули Плек                | 15 септември 2011 | 11 март 2013               | 3.10                |
| На сутринта на осемнадесетия рожден ден на Елена, Керълайн е заета с планирането на парти, но Елена е фокусирана върху откриването на каквито и да е следи, които биха могли да ѝ помогнат да открие Стефан. Клаус и Стефан са на лов за върколаци, за да може Клаус да създаде още хибриди. Стефан се завръща у дома, за да предупреди Деймън да спре да го преследва, като убива Анди. По-късно Стефан се обажда на Елена, но не казва нищо, а тя му обещава, че ще го намери. Джеръми продължава да вижда призраците на Ана и Вики. Керълайн ревнува, защото Тайлър е с приятелка на партито, но по-късно преспиват заедно. Когато Керълайн си тръгва, Керъл я застрелва. |    |                                                           |                  |                                            |                   |                            |                     |
| 46 | 2  | 'Хибридът' ("The hybrid")                                 | Джошуа Бътлър    | Ал Септън & Тюри Майер                     | 22 септември 2011 | 12 март 2013               | 2.52                |
| Елена и Аларик се отправят към Тенеси, но са последвани от Деймън. Клаус продължава да опитва да създаде хибриди, но те започват да кървят и не са на себе си, затова Клаус ги убива собственоръчно. Очевидно, защото Елена е още жива. Стефан се среща с Деймън и му казва да защитава Елена. Деймън казва на Елена, че е сгрешил за брат си и че все още може да бъде спасен. Мат се опитва да се свърже с духа на Вики чрез Джеръми. Тайлър осъзнава, че майка му е заловила Керълайн, която все още е държана в плен. Тайлър показва на майка му, че е върколак. Бил, бащата на Керълайн, отива, за да я види. |    |                                                           |                  |                                            |                   |                            |                     |
| 47 | 3  | 'Краят на аферата' ("The end of the affair")              | Крис Грисмър     | Керълайн Драйс                             | 29 септември 2011 | 13 март 2013               | 2.74                |
| Клаус и Стефан пристигат в Чикаго, където те са се срещнали преди време, когато Стефан е бил изкормвач. Оказва се, че те се познават от 1920. Стефан среща Клаус и Ребека в бара, в който са станали близки. Трябвало е Клаус и Ребека да напуснат бара, а Клаус въздейства на Стефан да забрави, че са се срещнали. След това Клаус пробожда Ребека с камата. В днешни дни, той премахва камата, пазейки Ребека демобилизирана, докато Глория (могъща вещица) намери това, което е нужно на Клаус, за да прави хибриди. Оказва се, че това, от което се нуждае Глория, е медальона на Елена, който Стефан и беше дал. Деймън получава информация за местонахождението на Клаус и Стефан от Катрин, така че той и Елена ги проследяват. Те отиват в стария апартамент на Стефан в Чикаго, където Елена вижда списъка с жертви на Стефан. Докато е там, Стефан и Клаус пристигат. Стефан я вижда, но не казва на Клаус. Тайлър се опитва да спаси Керълайн, която е измъчвана от баща си, който вярва, че може да промени желанието ѝ за кръв. |    |                                                           |                  |                                            |                   |                            |                     |
| 48 | 4  | 'Обезпокоително поведение' ("Disturbing behavior")        | Уенди Стенцлър   | Браян Йънг                                 | 6 октомври 2011   | 14 март 2013               | 2.63                |
| В Чикаго, Клаус използва Глория, за да разбере защо хибридите му умират. Тя разбира, че Стефан крие, че двойницата е още жива. Тя измъчва Стефан, но Катрин го спасява. Обратно в Мистик Фолс, Деймън убива Аларик, но той се съживява. Деймън се опитва да убие Бил. Керълайн спасява баща си, давайки му от кръвта си. Междувременно Бони се завръща в Мистик Фолс и Джеръми ѝ казва, че вижда духовете на бившите му приятелки. Стефан се опитва да разбере от какво са бягали Клаус и Ребека през 1920. Отговорът се оказва Майкъл. Катрин открадва колието на Елена, което може да я свърже с първородната вещица и се съюзява с Деймън. Клаус довежда Стефан обратно в Мистик Фолс, за да разбере какво крие. |    |                                                           |                  |                                            |                   |                            |                     |
| 49 | 5  | 'Сметката' ("The reckoning")                              | Джон Беринг      | Майкъл Нардучи                             | 13 октомври 2011  | 15 март 2013               | 2.89                |
| Нещата поемат неочакван обрат, когато Клаус разбира, че Елена е жива. Той дава на Тайлър от кръвта ѝ и го убива. Клаус казва на Бони, че ако не намери начин как той да създава хибриди, Тайлър ще умре. Той казва на Стефан да се нахрани от Елена. Стефан се опитва да спре желанието си, но Клаус го принуждава да изключи емоциите си и той се храни от нея. Клаус разбира, че за да създава хибриди, му е нужна кръвта на Елена. Междувременно Катрин и Деймън тръгват на пътешествие, за да намерят начин да убият Клаус. Катрин си спомня, че Пърл ѝ е разказала за Майкъл, вампир, който е ловец на вампири. Мат се самоубива в опит да се свърже с Вики. Той я вижда, а тя му казва, че може да се върне и има съобщение за Бони. Елена е в болницата, докато медицинската сестра, под въздействието на Клаус, източва кръвта ѝ. Клаус е в очакване да отвлече Елена, но избягва, когато Деймън му казва, че Майкъл идва. Деймън спасява Елена. Секунди по-късно Стефан се връща. Джеръми и Катрин откриват мястото, където е приспан Майкъл. |    |                                                           |                  |                                            |                   |                            |                     |
| 50 | 6  | 'Мирише на тийнейджърски дух' ("Smells like teen spirit") | Роб Харди        | Джули Плек & Кералайн Драйс                | 20 октомври 2011  | 18 март 2013               | 3.03                |
| Елена е разочарована от безпомощността си и моли Аларик да ѝ покаже как да се защитава от вампирите. Елена и приятелките ѝ са последна година в гимназията. Тя се сеща, че на този ден преди една година е срещнала Стефан. Майкъл се събужда и ухапва Катрин. Бони и Джеръми имат проблеми, тъй като той вижда Ана. Сестрата на Клаус, Ребека, се премества в къщата на Салваторе и започва да ходи на училище. Мат продължава да вижда духа на Вики, а тя го убеждава да направи ритуал, който ѝ позволява да се измъкне от онова място. Тя казва, че първородната вещица е казала, че ако Елена умре, тя може да остане тук завинаги. Елена и Аларик се опитват да уловят Стефан. Тайлър се чувства задължен на Клаус, тъй като го е избавил от мъките да се превръща на пълнолуние. Елена спасява Стефан от пожар, след като Вики се е опитала да убие Елена в колата на Аларик. Деймън отива у дома, където Мейсън Локууд се появява. |    |                                                           |                  |                                            |                   |                            |                     |
| 51 | 7  | 'Призрачен свят' ("Ghost world")                          | Дейвид Джаксън   | Ребека Съншайн                             | 27 октомври 2011  | 19 март 2013               | 3.28                |
| Бони научава за призраците и се опитва да ги прогони, но вместо това има придава физическа форма. Елена вижда Джеръми да целува Ана, Бони се вижда с баба си, Деймън вижда Мейсън, а Стефан – Лекси. Мейсън казва на Деймън, че знае къде има оръжие, с което да убие Клаус, така че те тръгват да го търсят. Лекси се опитва да помогне на Стефан да върне човечността си. В края на епизода, Бони отпраща всички призраци. Но преди това Мейсън показва на Деймън тайна пещера, съдържаща историята на първородните. |    |                                                           |                  |                                            |                   |                            |                     |
| 52 | 8  | 'Обикновените хора' ("Ordinary people")                   | Дж. Милър Тобин  | Ник Уотърс, Джули Плек & Керълайн Драйс    | 3 ноември 2011    | 20 март 2013               | 3.51                |
| С помощта на Елена и Бони, Аларик се опитва да разгадае значението на новото си откритие. Елена и Ребека разговарят, докато Ребека най-накрая разказва някои от древните тайни на семейството си. Тя разкрива как семейството ѝ стават вампири. Някога са били съседи с върколаците и една вечер, когато Клаус и брат му Хенрик се измъкват, за да гледат върколаците, Хенрик е убит. Семейството е разстроено и загубата го прави уязвимо. Съпругата на Майкъл, първородната вещица, им помага да станат вампири, но природата не търпи да има безсмъртни същества. Ребека разкрива, че Майкъл е убил майка ѝ, когато е разбрал за изневярата ѝ. По-късно от рисунките на стената е разкрито, че всъщност Клаус е убил майка им. Това ново откритие кара Ребека да изгуби вяра в брат си. Деймън освобождава Стефан и се опитва да върне човечността му. И двамата са изненадани от неочакван съюзник, Майкъл, който е освободен от Катрин. |    |                                                           |                  |                                            |                   |                            |                     |
| 53 | 9  | 'Балът' ("Homecoming")                                    | Джошуа Бътлър    | Евън Блейвайс                              | 10 ноември 2011   | 21 март 2013               | 3.17                |
| В нощта на танците, разкрива на Елена защо вечерта е толкова важна за нея. Елена пробожда Ребека с кол и тя не отива на танците. Междувременно Деймън, Елена и Майкъл правят план, с който да убият Клаус. Клаус е спасен от Стефан, докато Деймън се опитва да го прободе с кола. След това Клаус пробожда Майкъл с кола. Керълайн и Мат са шокирани от поведението на Тайлър. Вечерта поема неочакван обрат, когато Клаус поставя плана си в действие. Решен да надхитри Клаус, Деймън се оказва в партньорство, което води да ужасяващ обрат на събитията. Стефан най-накрая поставя Клаус в капан. |    |                                                           |                  |                                            |                   |                            |                     |
| 54 | 10 | 'Новата сделка' ("The new deal")                          | Джон Беринг      | Майкъл Нардучи                             | 5 януари 2012     | 22 март 2013               | 3.32                |
| Бони има сън за къщата, в която са скрити ковчезите. Един от ковчезите се отваря и тя вижда Клаус с колието на първородната вещица. Обратно в реалността, Стефан иска от Бони да скрие ковчезите със заклинание. Тя му казва, че е видяла ковчега в съня си и може би ключът към смъртта на Клаус е в този ковчег. Клаус иска Деймън и Елена да намерят Стефан, но те отказват и хибрид иска да прегази Джеръми на пътя. Аларик го избутва и прегазват него. Пръстенът му го връща към живота, но не го излекува и се нуждае от вампирска кръв. Аларик среща доктор Мередит Фел, която е заинтригувана от способността му да се лекува. Стефан разкрива на Деймън, че е спрял плана, защото хибридите са щели да го убият. Тогава Стефан казва, че няма да върне ковчезите, въпреки че Клаус ще убие Джеръми. Елена прави сделка с Клаус да остави Джеръми, а в замяна тя му връща Ребека. Тогава Елена му разкрива, че Ребека знае кой е убил майка им и Клаус задържа камата в нея. Елена иска Деймън да въздейства на Джеръми да напусне града, така че да има нормален живот. Елена благодари на Деймън, а той казва, че защото Стефан го е спасил, се чувства виновен, че иска това, което иска. След това казва, че ако ще се чувства виновен за нещо, ще е за това и я целува. |    |                                                           |                  |                                            |                   |                            |                     |
| 55 | 11 | 'Нашият град' ("Our town")                                | Уенди Стенцлър   | Ребека Съншайн                             | 12 януари 2012    | 25 март 2013               | 2.86                |
| Въпреки че Керълайн не е в настроение да празнува 18-ия си рожден ден, Елена, Бони и Мат я изненадват с малко парти на необичайно място. Деймън и Стефан имат разногласия как най-добре да се справят с Клаус и Стефан безразсъдно решава да изпробва теорията си като доведе нещата до опасно екстремно положение. Бони е загрижена, когато Елена ѝ разказва за новите планове на Джеръми. На среща с основателите, Аларик още веднъж се натъква на д-р Фел, която е по средата на спор с бившия си приятел, медицински изследовател. Клаус казва на Тайлър да ухапе Керълайн. Той отказва, а Клаус е изненадан, но изглежда, че приема решението му. Тайлър се среща с Керълайн на рождения ѝ ден, целува я, но също я ухапва. Клаус ѝ дава от кръвта си и я спасява. Джеръми си тръгва от Мистик Фолс под внушението на Деймън. Бившият приятел на Мередит е намерен мъртъв в гората, прободен с кол, въпреки че той не е вампир. |    |                                                           |                  |                                            |                   |                            |                     |
| 56 | 12 | 'Връзките, които свързват' ("The ties that bind")         | Джон Дал         | Браян Йънг                                 | 19 януари 2012    | 26 март 2013               | 2.71                |
| Бони вярва, че повтарящите ѝ се сънища за ковчезите на Клаус, ще ѝ кажат как той може да бъде убит. Сънищата водят Бони до среща с майка ѝ, Аби, с която не се е срещала от 15 години. Тайлър иска да си върне свободата с помощта на Бил Форбс. Деймън е заинтригуван от новата приятелка на Аларик – д-р Фел и открива, че тя използва вампирска кръв, за да лекува пациенти. Елена казва на Стефан за целувката ѝ с Деймън. Клаус получава семейството си, но Деймън е скрил един от ковчезите. Той възкресява и Илайджа. |    |                                                           |                  |                                            |                   |                            |                     |
| 57 | 13 | 'Извеждане на мъртвите' ("Bringing out the dead")         | Джефри Хънт      | Тури Майер & Ал Септиен                    | 2 февруари 2012   | 27 март 2013               | 2.74                |
| Елена и Аларик са шокирани, когато научават, че пръстовите отпечатъци на дървения кол, от който загина Браян Уолтърс, са на Елена. След като е неволно нападнат от Тайлър, Бил страда от това, че има вампирска кръв в организма си, инжектирана от Меридит Фел, след като някой го намушква с нож, убивайки го и трансформирайки го във вампир. Заедно в оживената компания на Илайджа, Стефан, Деймън и Клаус са съгласни на примирие по време на вечерята. Те изваждат кинжалите от Кол, Фин и Ребека, които са ядосани на Клаус. Бил решава да не завърши прехода си във вампир, оставяйки Керълайн разстроена. Елена и Мат пристигат у дома при Аларик, който се е наръгал с ножа. Елена го убива, но той се съживява, защото тя е свръхестествено същество. Бони и Аби успяват да отворят ковчега, в който е майката на древните вампири, Естер. Стефан казва на Деймън, че обича Елена, а той отвръща „Аз също.“. |    |                                                           |                  |                                            |                   |                            |                     |
| 58 | 14 | 'Опасни връзки' ("Dangerous liaisons")                    | Крис Грисмър     | Керълайн Драйс                             | 9 февруари 2012   | 28 март 2013               | 3.08                |
| Елена е изненадана, когато получава покана за официален бал, а когато Деймън и Стефан разбират, че той ще се проведе в ремонтираното имение на Клаус, настояват да я придружат на събитието. Керълайн и Мат също получават покани за бала от неочаквани обожатели. На изисканото парти Елена научава, че Естер се готви да убие всичките си деца, а Фин ще се пожертва доброволно. Керълайн открива по-чувствителната и романтична страна на Клаус, за която никой не подозира. Елена се среща със Стефан, но ток казва, че ако отново чувства, ще изпитва само болка. Накрая след една вечер на насилие и разбити надежди, Деймън намира нов начин да се справи със ситуацията, като преспива с Ребека. |    |                                                           |                  |                                            |                   |                            |                     |
| 59 | 15 | 'Всички мои деца' ("All my children")                     | Паскал Фершоорис | Евън Блейвай & Майкъл Нардучи              | 16 февруари 2012  | 29 март 2013               | 2.90                |
| След като Елена разбира за поредната непредпазливост на Деймън, с приятелите ѝ са разочаровани от това как той реагира срещу първородното семейство. Междувременно Бони и Аби разбират, че участват в ритуал за уравновесяване на природата (убиването на всички древни вампири, включващо две поколения вещици Бенет). Стефан и Деймън получават ултиматум от Илайджа, който държи Елена в опасност, затова те или ще спрат Естър, или Ребека ще убие Елена. Те молят Меридит и Аларик за помощ в убиването на Кол, чийто край завършва с ужасен избор: Клаус разбира за ритуала. Накрая единственото решение за Деймън е да превърне Аби във вампир, след което тя няма да бъде вещица повече. Естър и Фин избягват, но са открити от първородните вампири. |    |                                                           |                  |                                            |                   |                            |                     |
| 60 | 16 | '1912' ("1912")                                           | Джон Бееринг     | Джули Плек & Елизабет Р. Финч              | 15 март 2012      | 1 април 2013               | 2.64                |
| Днешните убийства в Мистик Фолс напомнят на Деймън за подобен случай на престъпност един век по-рано. В ретроспекция до 1912, Деймън си спомня за красив вампир на име Сейдж, който му показва един съвсем нов начин, по който да съществува: жената не е само жертва, а и удоволствие. Шериф Форбс предупреждава Деймън да не се включва в разследването на убийствата, но той е убеден, че тя е заподозряла грешния човек, Аларик. Междувременно Елена и Мат влизат с взлом в дома на Мередит, за да докажат, че тя е убийцата. Те намират скрита врата в гардероба ѝ, в която има списание на семейство Гилбърт, което принадлежи на внучката на Джонатан Гилбърт. |    |                                                           |                  |                                            |                   |                            |                     |
| 61 | 17 | 'Разчупи през' ("Break on through")                       | Ланс Андерсън    | Ребека Съншайн                             | 22 март 2012      | 2 април 2013               | 2.69                |
| Деймън намира начин да убие древното семейство с помощта на Сейдж: старият мост над Уикъри е направен от бял дъб. Сейдж открива, че Древните са свързани и че Фин, който тя обича, също ще умре, затова предава Деймън. Аларик атакува Меридит, но за радост Елена и Стефан пристигат на време. Майката на Бони си тръгва, защото губи контрол над новата си същност и атакува нейния „син“. Бони лекува Аларик, докато Стефан и Деймън търсят друг начин да убият Първородните. |    |                                                           |                  |                                            |                   |                            |                     |
| 62 | 18 | 'Убийството на един' ("The murder of one")                | Дж. Милър Тобин  | Керълайн Драйс                             | 29 март 2012      | 3 април 2013               | 2.44                |
| Стефан и Дейман кроят план как да убият Клаус с тяхното ново оръжие. Клаус и Ребека убеждават Фин да им помогне в плановете им да прекъснат връзката между тях, като след това те го съберат със Сейдж. Ребека разбира, че Деймън я е използвал, за да види спомените ѝ за белия дъб, затова решава да му отмъсти. Тя пробожда Деймън с камата, след това го отвежда в имението на Клаус и го връзва за тавана с вериги, намазани с върбинка. Клаус принуждава Бони да премахне заклинанието на Естър. Бони не е сигурна дали може да го направи, но Клаус заплашва майка ѝ и показва, че Кол държи Джеръми за заложник. Стефан примамва Фин от бара, където е бил със Сейдж. Той има малки пречки, но Елена и Мат успяват да убият Фин. След като той умира, Бони успешно премахва свързващото заклинание, като прави така че единствения умрял древен вампир да бъде Фин. В имението Ребека прави халюцинации на Деймън, така че той да вярва, че е напът да целуне Елена, след като тя го спасява и му дава да пие от кръвта си. Но Деймън разбира колко отчаяна е всъщност Ребека за внимание и любов и че тя всъщност го измъчва, защото се е ровел в спомените ѝ. Стефан е атакуван от Сейдж, заради убийството на Фин. Сейдж е напът да сложи край на живота на Стефан, когато тя започва да кашля кръв и умира. Стефан, Елена и Керълайн разбират, че ако древен вампир умре, всички вампири, създадени от него, също умират. Стефан отива да преговаря с Клаус и вижда окървавения Деймън посредата на имението. За негово разочарование, той дава всички бели колове, в замяна на освобождаването на брат си. Клаус измъчва Деймън, за да накара Стефан да признае, че всъщност коловете са единадесет. Стефан е притеснен за брат и дава на Клаус всички колове. В знак на добра воля, Ребека освобождава Деймън. Керълайн и Елена подреждат пъзела от кръвни линии и осъзнават, че Тайлър е част от кръвната линия на Клаус. Затова, ако той умре, умира и Тайлър. Елена признава, че е раздвоена между Стефан и Деймън. Деймън отива да вземе последният кол от бял дъб, но разбира, че Аларик го е скрил някъде.     |    |                                                           |                  |                                            |                   |                            |                     |
| 63 | 19 | 'Сърце на мрака' ("Heart of darkness")                    | Крис Грисмър     | Брайън Йънг & Евън Блейвай                 | 19 април 2012     | 4 април 2013               | 2.21                |
| Стефан казва на Елена, че той вярва, че тя има чувства към Деймън. Затова ги праща на почивка заедно: първо, за да се увери, че Джеръми е в безопасност и за да види дали може да открие от кой древен вампир са произлезли те и второ, за да разбере дали Елена има чувства към Деймън. Докато те са на почивка, Стефан се опитва да открие кола от бял дъб, който „злият“ Аларик е скрил. Деймън и Елена откриват Джеръми и искат той да говори с Роуз от другата страна, но те са прекъснати от Кол, който Деймън неутрализира с кол. Деймън и Елена карат Джеръми до един мотел, където той говори с Роуз. Тя му казва, че трябва да открият Мери Портнър, за да разберат дали са част от кръвната линия на Клаус. Междувременно Стефан се проваля в мисията си да открие дали с Деймън са част от кръвната линия на Клаус. Той се опитва да открие кола от бял дъб, но Клаус идва. Обратно в мотела, Деймън и Елена се поддават на своята страст и се целуват. Междувременно Стефан е принуден да предизвика злото у Аларик, за да открие кола. След дълги разговори Аларик му казва, че колът е в гробницата, където вампир не можа да влезе. Деймън, Елена и Джеръми отиват в къщата, където Мери живее. Деймън и Елена влизат вътре и намират Мери мъртва. Кол я е убил преди те да говорят с нея. Кол започва да удря Деймън с бейзболна бухалка. По-късно Елена казва на Стефан за целувката им с Деймън и мисли, че изпитва чувства и към двамата. Деймън се разстройва от съобщеното от Елена и ѝ казва, че няма да направи избора ѝ лесен за нея, а че тя трябва да избере сама. Керълайн е развълнувана, че Тайлър се връща в града, но той подозира, че нещо се случва между Керълайн и Клаус. По-късно открива картината, която Клаус е нарисувал за Керълайн. Мат се опитва да държи Ребека заета с организирането на бала за 20-те, за да може Керълайн да прекара романтично време с Тайлър. Естър се появява в къщата на Клаус, където се изправя срещу Ребека и изведнъж умира. В края на епизода се разбира, че Естър е подмамила Ребека, за да влезе в нейното тяло, защото иска да работи заедно с Аларик. |    |                                                           |                  |                                            |                   |                            |                     |
| 64 | 20 | 'Не излизай нежно' ("Do not go gentle")                   | Джошуа Бътлър    | Майкъл Нардучи                             | 26 април 2012     | 5 април 2013               | 2.22                |
| Аларик открива нов съюзник, Естър, която ще го заведе по нов, опасен път – той ще стане вампир и ще трябва да убива вампирите. Деймън и Меридит се опитват да разберат как да премахнат „злата“ страна на Аларик. За бала на 20-те, Бони пита Джеръми дали иска да отиде с нея и по предложение на Керълайн, Елена пита Стефан. Керълайн е приятно изненадана, когато Тайлър се появява на танците. Но Клаус застава между тях и казва, че в крайна сметка Керълайн ще избере него, дори сега да не е готова да направи този избор. Танците приемат смъртоносен обрат, когато Деймън и Стефан разбират, че се нуждаят от помощта на Мат и Джеръми, за да защитят Елена, защото братята Салваторе са обезсилени от магията на Естър. Те искат Бони да отмени магията, която може да се окаже опустошителна за всички. Накрая Естър превръща Аларик в древен вампир, за да убие Клаус и всички останали древни вампири. Тя използва пръстена на Аларик, за да направи последния кол от бял дъб неразрушим, за да се използва няколко пъти срещу Древните. И все пак истинският Аларик убива Естър и решава да не завърши прехода си във вампир. Стефан, Елена, Деймън, Джеръми, Мередит, Бони, Каролайн, Мат и Тайлър скърбят за последните мигове на Аларик, преди той да умре. Елена намира утеха в Стефан, а Деймън остава до Аларик до последния му час. Аларик изглежда умрял, но Естър принуждава Бони да даде на Аларик малко кръв, за да завърши прехода. |    |                                                           |                  |                                            |                   |                            |                     |
| 65 | 21 | 'Преди залез' ("Before sunset")                           | Крис Грисмър     | Чарли Чарбоной, Дафи Милс & Керълайн Драйс | 3 май 2012        | 8 април 2013               | 2.54                |
| Клаус иска да напусне града с Елена, но намира съпротива от нов враг, древният вампир Аларик. Бони призовава Аби, за да ѝ помогне с трудно заклинание, с което ще спре сърцето на Аларик. За целта тя ще използва същото заклинание, което Аби е използвала срещу Майкъл. Аби предупреждава Бони, че това ще я направи обект на изкушение и може да не бъде в състояние да се овладее. Аларик принуждава Елена да дойде в училище, след като той хваща Керълайн и я измъчва. След като Елена безуспешно се опитва да спаси Керълайн и остава в плен на Аларик, Клаус и братята Салваторе идват да я спасят. Клаус разкрива, че братята Салваторе и Керълайн са от неговата кръвна линия. Когато Керълайн избягва, Клаус я хваща и я води до тях, за да е сигурен, че е в безпопасност. Клаус отива да спаси Елена от Аларик, но Аларик го хваща и иска да забие кола в сърцето му. В този момент Елена се появява и казва на Аларик, че ако той убие Клаус, Елена ще се самоубие, а така ще умре и Аларик, защото той е свързан с нея. Клаус избягва с Елена, възнамерявайки да източи всичката ѝ кръв преди да напусне града, защото иска да убие Аларик. Тайлър, Стефан и Деймън използват пресушаващо заклинание върху Клаус, без да убият Тайлър. Деймън и Стефан имат изненадващо откровен разговор за бъдещето: ако Елена избере единия брат, другият напуска града. Аларик разкрива пред целия съвет на града, че децата на шериф Форбс и кметицата са вампир и хибрид. Елена се срива в края на епизода. |    |                                                           |                  |                                            |                   |                            |                     |
| 66 | 22 | 'Умрелите' ("The departed")                               | Джо Бееринг      | Брет Матюс, Елизабет Р. Финч & Джули Плек  | 10 май 2012       | 9 април 2013               | 2.53                |
| Решен да защити сестра си, Джереми взема решение, което ще промени всичко. В суровата реалност на настоящата ситуация, Елена копнее за по-прости времена, когато нейните родители, Грейсън и Миранда и леля Джена са все още живи и най-голямата ѝ грижа е връзката ѝ с Мат. Стефан и Деймън напускат Мистик Фолс заедно, заради мисия, но скоро се разделят, когато Елена се нуждае от един от тях. Когато Аларик разкрива на съвета на основателите, че Карълайн и Тайлър са вампири, те са принудени да вземат решение, което променя живота им – да избягат от Мистик Фолс. Аларих убива Клаус. Бони прави тайна сделка, за да се превъплъти Клаус в тялото на Тайлър, така че нейните приятели да не умрат (все пак никой друг не знае това, тъй като всички смятат, че Клаус лъже, че е начело на тяхната кръвна линия). Елена решава да види Стефан и Деймън, без да знае, че Клаус не е наистина мъртъв. Тя звъни на Деймън, за да му каже, че тя ще се срещне със Стефан и той е този, когото избира и му казва: „Може би, ако те бях срещнала първи, щеше да бъде различно.“. След това в ретроспекция се показва, че Деймън и Елена са се срещнали в нощта на автомобилна катастрофа на родителите ѝ, но след срещата им, Деймън заличава спомените ѝ. Елена и Мат правят автомобилна катастрофа (докато това се случва, Елена си спомня за нощта на катастрофата на родителите ѝ). Когато Стефан идва да ги спаси, тя му казва да спаси Мат първи. За жалост Елена умира, след което Аларик също. Тогава той се появява като истинския Аларик при Джеръми и се сбогува с него. В края на епизода доктор Фел разкрива на Деймън, че Елена не е страдала от мозъчно сътресение, а е имала силно кървене в мозъка и че тя е използвала неговата кръв, за да ѝ помогне. Това означава, че Елена вече се е превърнала във вампир. |    |                                                           |                  |                                            |                   |                            |                     |

### Сезон 4 (2012 – 2013)
Американският канал The CW обявява, че ще има четвърти сезон на 3 май 2012. Сезонът започва на 11 октомври 2012 и завършва на 16 май 2013.
| № | #  | Заглавие                                                                  | Режисура         | Сценарий                          | Първо излъчване  | Първо излъчване в България | Рейтинг (в милиони) |
| --- | -- | ------------------------------------------------------------------------- | ---------------- | --------------------------------- | ---------------- | -------------------------- | ------------------- |
| 67 | 1  | 'Нарастваща болка' ("Growing pains")                                      | Крис Грисмър     | Керълайн Драйс                    | 11 октомври 2012 | 10 юли 2013                | 3.18                |
| На следващата сутрин след инцидента Елена се събужда и открива, че се трансформира във вампир. Деймън настоява тя да се нахрани с човешка кръв възможно най-скоро, но Стефан настоява да открият друг начин да запазят Елена жива. Без знанието на вампирите, пастор Йънг поема Съветът на основателите и отлъчва шериф Форбс. Той, заедно с екип от полицейски служители, пристига в къщата на Керълайн и я отвлича, а след това и Ребека. Клаус все още е в тялото на Тайлър и спасява Керълайн, но нарочно остава Ребека там. Разкрива се, че е откарана до фермата на пастора. Мислейки си, че Тайлър е мъртъв, Керълайн целува „Тайлър“, но по-късно открива, че това е Клаус. Клаус установява, че тялото му не е напълно унищожено и принуждава Бони да направи черна магия, с която да го върне в старото му тяло, като заплашва да убие Тайлър. Духовете наказват духа на бабата на Бони заради заклинанието, което е направила. Стефан и Елена са откарани във фермата на пастор Йънг. Заседнал в клетка, Стефан осъзнава, че Елена умира, защото не се е нахранила с човешка кръв. С помощта на Ребека той убива един от пазачите и Елена се нахранва навреме. Деймън и Мат са във фермата, за да ги спасят. Деймън се опитва да убие Мат, защото заради него Елена е вампир, но Елена се нахвърля върху него и спасява Мат. Елена казва, че спомените ѝ започват да се връщат. Междувременно Клаус в собственото си тяло се сблъсква с наранената Ребека, която унищожава кръвните банки с кръвта на Елена. Това прави невъзможно за Клаус да създава повече хибриди. В къщата на Салваторе Стефан и Елена са на покрива и той ѝ дава пръстен, който Бони е направила, за да я предпазва от слънцето. Пастор Йънг организира среща на съвета, умишлено предизвиква изтичане на газ и всичко избухва. |    |                                                                           |                  |                                   |                  |                            |                     |
| 68 | 2  | 'Спомени' ("Memorial")                                                    | Роб Харди        | Хосе Молина & Джули Плек          | 18 октомври 2012 | 11 юли 2013                | 2.91                |
| Дъщерята на пастора, Ейприл Йънг, се връща в града след смъртта на баща си. Междувременно ловецът на вампири Конър Джордън разследва свръхестествените жители на Мистик Фолс и избухналата експлозия. Използвайки ръкавици, напоени с върбинка, Конър причинява болка на Тайлър и го застрелва, но той успява да избяга. Джеръми забелязва татуировката на Конър и става ясно, че само той може да я вижда. Въпреки всичките усилия на Стефан, Елена не може да задържа животинската кръв и се обръща за помощ към Деймън. Той ѝ позволява да пие от него, но тя не може да приема и тази кръв. На погребението в памет на загиналите членове на съвета Конър отвлича и намушква Ейприл, опитвайки се да използва кръвта ѝ, за да примами всички вампири в църквата. Елена губи контрол и Мат ѝ позволява да пие от него незабележимо. Тайлър, който е хибрид и следователно няма да умре, позволява на Конър да го застреля, за да защити приятели си. Когато Елена и Керълайн отиват да помогнат на Ейприл, Елена губи контрол и се опитва да ухапе Ейприл. Керълайн я спира и въздейства на Ейприл да забрави за случилото се. Деймън се сбива с Конър на паркинга и е победен. Стефан идва на помощ и Конър си тръгва. Стефан е ядосан, защото Деймън е дал от кръвта си на Елена и го удря. Епизодът завършва, когато Конър открива бележка от пастора, в която пише, че нещо зло се приближава към Елена и приятелите ѝ. |    |                                                                           |                  |                                   |                  |                            |                     |
| 69 | 3  | 'Ловецът' ("The rager")                                                   | Ланс Андерсън    | Браян Йонг                        | 25 октомври 2012 | 13 юли 2013                | 2.87                |
| В болницата Конър краде върколашка отрова от Тайлър. Всички се завръщат на училище и Мат позволява на Елена да се храни от него. Те разбират, че има вечерен час след стрелбата в църквата. Стефан се опитва да покаже на Елена, че да си вампир е забавно, но Ребека се завръща в училище и започва да тормози Елена, изкушавайки я с кръв. Конър идва в училището и казва на Джеръми каква е причината, поради която той вижда татуировката, а именно, защото той е потенциален ловец. Конър използва сила, за да накара Мат да му каже кой се храни от него и той казва, че това е Ребека. Клаус се завръща, за да защити хибридите си от Конър и поема контрол над къщата на Локууд. Хейли, женски върколак, която е помогнала на Тайлър в пречупването на връзката му с Клаус, пристига, а Клаус мисли, че между тях има нещо повече от приятелство. Междувременно Ребека решава да прехвърли партито в дома си и Стефан и Елена също отиват. На партито Ребека краде пръстена на Елена, който я предпазва от слънцето и едва не го унищожава. Елена, която бе убедила Деймън да ѝ даде кола от белия дъб, планира да намушка Ребека, но Стефан го предотвратява. Когато Стефан и Елена се връщат, в организма ѝ има върколашка отрова. Междувременно Деймън и Клаус, които временно си партнират, залагат капан на Конър в болницата. Той се опитва да прободе Клаус, но той го обезоръжава. Виждайки познат символ на кола, Клаус осъзнава, че Конър е един от Петимата. Когато Конър задейства експлозивите, Клаус го спасява, защото иска ада получи информация от него. Клаус лекува Елена с кръвта си. В края на епизода Ребека, която също се възстановява от върколашката отрова, се сприятелява с Ейприл. |    |                                                                           |                  |                                   |                  |                            |                     |
| 70 | 4  | 'Петимата' ("The five")                                                   | Джошуа Бътлър    | Брет Матюс & Ребека Съншайн       | 1 ноември 2012   | 15 юли 2013                | 3.27                |
| Клаус и Ребека осъзнават, че Конър е един от Петимата, клан от легендарни ловци на вампири, които са съществували преди 900 години. Ребека, която е била влюбена в лидера им – Александър, открива, че има лек за вампиризма и ключът към намирането му е като завършат татуировката (символът на ловеца). Александър разбира, че Ребека е вампир и използва камите върху нея и братята ѝ. Клаус, на когото камата не действа, убива Александър и ловците и освобождава семейството си. Междувременно Бони, Елена и Деймън отиват до колежа Уитмор, където се срещат с професор Шейн, който вярва в свръхестественото и харесва Бони. На партито в кампуса Деймън учи Елена как да се храни. Тя е опиянена от кръвта и танцува с Деймън. Тя е откъсната от транса си от изплашената Бони. Елена се страхува, че може да се превърне в Деймън. Стефан научава за лека за вампиризма, а Ребека му разкрива къде Александър е погребал меча си. Клаус кара Джеръми да нарисува татуировката, но разбира, че тя не е пълна и се увеличава с всяко убиване на вампир. Междувременно Конър избягва от Клаус, убивайки един от хибридите му и се среща с този, който го е изпратил в Мистик Фолс на лов за вампири. Клаус отново намушква Ребека с камата. |    |                                                                           |                  |                                   |                  |                            |                     |
| 71 | 5  | 'Убиецът' ("The killer")                                                  | Крис Грисмър     | Майкъл Нардуки                    | 8 ноември 2012   | 16 юли 2013                | 3.02                |
| След като е разказал на Шейн за татуировката си, Конър се завръща в Мистик Фолс, съгласявайки се да избие хора, ако е необходимо. Стефан и Клаус спират Конър, но Клаус отива да намери меча на Александър. Конър взима Джеръми, Мат и Ейприл за заложници. Ейприл, която все още не знае за вампирите, мисли, че Конър е луд и е уплашена от него. Стефан и Деймън спорят относно най-добрия начин на действие. Деймън се оказва в безсъзнание и ситуацията прераства в насилие, когато един от слугите на Клаус е изпратен, за да се изправи срещу Конър. Междувременно Шейн се опитва да помогне на Бони да върне магията си чрез хипноза. Джеръми се опитва да говори с Конър, който разкрива, че негов приятел се е превърнал във вампир, но той го е убил и татуировката се е появила. Елена атакува Конър, а Джеръми е спасен от Стефан. Деймън ги открива и иска да знае защо Стефан не убива Конър. Той разкрива, че ловецът е ключът към лека за вампиризма. Когато Конър се опитва да избяга, Елена го убива. |    |                                                                           |                  |                                   |                  |                            |                     |
| 72 | 6  | 'Понякога всички ставаме малко лоши' ("We all go a little mad sometimes") | Уенди Стенцлър   | Евън Блейвайс & Джули Плек        | 15 ноември 2012  | 17 юли 2013                | 2.84                |
| Елена има халюцинации за смъртта на Конър, което бавно я кара да полудее. Клаус информира братята Салваторе, че Елена трябва да бъде заключена, защото ще се опита да се самоубие. След като я отвлича от тях, той разкрива, че поради убийството на петимата ловци е преживял същото и няма лек за това. Междувременно Шейн е домакин на изложба в училището. Деймън и Бони търсят отговори от него. Той има казва, че халюцинациите на Елена се дължат на проклятие на вещица и единственият лек е потенциален ловец да убие вампир. Джеръми открива, че той е такъв. Стефан отива да измъкне Елена, но тя го промушва и избягва. Елена отива до моста, където е загинала и има видение за майка си. Тя сваля дневния си пръстен и го хвърля във водата. Стефан изпраща Деймън, за да я върне. Клаус осигурява на Джеръми един от неговите хибриди, за да го убие, да завърши прехода към ловец и да развали проклятието над Елена, в замяна на една среща с Керълайн. Това предизвиква напрежение между Керълайн и Тайлър, не само заради срещата, но и защото Тайлър жертва свой приятел. Проклятието е развалено и когато идва изгревът на слънцето Деймън и Елена се гмуркат във водата. Той ѝ казва, че Стефан ги е излъгал, за да ги предпази. Стефан и Елена запояват разговор. Елена признава, че като вампир, чувствата ѝ към Деймън са се увеличили, а той ѝ казва, че вече не може да продължава така. Двамата решават, че е най-добре да се разделят. |    |                                                                           |                  |                                   |                  |                            |                     |
| 73 | 7  | 'Брат ми е ловец' ("My brother's keeper")                                 | Джефри Хънт      | Керълайн Дрейс & Елизабет Р. Финч | 29 ноември 2012  | 18 юли 2013                | 2.86                |
| Конкурсът Мис Мистик Фолс се завръща отново и Елена и Керълайн помагат на Ейприл да се подготви за състезанието. Междувременно Стефан казва на Керълайн за чувствата на Елена към Деймън. Клаус се появява малко по-късно и няма много доверие на Стефан. Отношенията между Деймън и Стефан стават все по-напрегнати, но продължават да търсят лека за вампиризма заради Елена. Керълайн и Елена са подозрителни към Шейн. Откакто Джеръми става ловец, има сънища, в които убива Елена. Стефан трансформира престъпници във вампири и кара Джеръми да ги убива, за да завърши татуировката. Хейли и Тайлър помагат на хибридите да се прекъснат подчинението си от Клаус. Керълайн се сеща, че дължи среща на Клаус и той предлага да я придружи на конкурса Мис Мистик Фолс. Клаус я кара да ревнува от приятелството между Хейли и Тайлър, докато я очарова. Тя го пита дали някога е искал да бъде отново човек, а той отвръща, че това е било само веднъж, когато е видял едно малко колибри. Тайлър ревнува, когато гледа Керълайн и Клаус заедно. Инстинкта на Джеръми да мрази вампирите го кара да нападне Стефан. Деймън пита Шейн защо е в Мистик Фолс. Джеръми се появява на конкурса и почти не убива Елена. Стефан разкрива на Елена, че трансформира хора във вампири, които Джеръми убива. Тя отвръща, че не иска да бъде отново човек, ако това ще ѝ струва брат ѝ. Мат се мести в къщата на Елена, а тя решава да остане при Салваторе. Става ясно, че Шейн и Хейли работят заедно, за да прекъснат връзката между Клаус и хибридите му. Елена разговаря с Деймън и след това правят секс. Керълайн и Стефан разбират, че Елена е подчинена на Деймън. |    |                                                                           |                  |                                   |                  |                            |                     |
| 74 | 8  | 'Ние винаги ще имаме Бърбън Стрийт' ("We'll always have Bourbon street")  | Джеси Уарн       | Чарли Чарбоной & Джоус Молина     | 6 декември 2012  | 20 юли 2013                | 2.42                |
| След като Елена и Деймън се събуждат и продължават със заниманията си, Стефан пристига в къщата и казва на Деймън, че Елена може би му е подчинена. Стефан казва на Деймън да каже на Елена да пие от кръвната банка, защото той смята, че единствената причина тя да не може е, че Деймън ѝ е казал да пие направо от вената. Той го прави и вижда, че вече може да задържа кръвта в организма си. Деймън се сеща за вампир, който може би също му е бил подчинен. Докато двамата със Стефан са извън града, Елена, Керълайн и Бони си правят момичешка вечер, но започва лек спор, когато Керълайн започва да критикува Деймън. Когато Керълайн се ядосва, Елена разкрива, че е спала с Деймън, а Керълайн ѝ казва, че е подчинена на Деймън. Междувременно, по настояване на Хейли, Тайлър се изправя срещу един от хибридите на Клаус, Кимбърли, но ситуацията ескалира, когато хибридите започват да спорят кой да поеме властта. Кимбърли отвлича Керълайн, опитвайки се да докаже, че тя е лидерът. Тайлър и Елена я спасяват, а останалите хибриди признават Тайлър за алфа. В Ню Орлиънс вещица казва на Деймън, че единственият начин да се пречупи връзката е да забрави, че някога е съществувал и да продължи живота си. Вещицата разкрива и че вампирът се подчинява на създателя си само ако преди като човек е изпитвал чувства към него. Деймън решава да постъпи правилно с Елена и да я остави да продължи напред. Деймън ѝ казва за подчинението, но тя отказва да повярва и му казва, че чувствата ѝ са истински. Професор Шейн преподава на Бони магия, наречена „изразяване“, която вещиците наричат черна и вещиците не бива да я практикуват. |    |                                                                           |                  |                                   |                  |                            |                     |
| 75 | 9  | 'О боже, всички сме верни' ("O come, all ye faithful")                    | Паскал Фершоорис | Майкъл Дж. Синкемани & Джули Плек | 13 декември 2012 | 22 юли 2013                | 2.81                |
| В Мистик Фолс се провежда зимно парти, а Керълайн и Стефан спорят с Тайлър за това как трябва да се отнася към хибридите на Клаус. Стефан се опитва да открадне меча на Александър, докато Керълайн го разсейва. Тя коментира картините на Клаус, казвайки му честно, че се чувства самотна като ги гледа. Междувременно Елена и Деймън отиват до къщата на езерото на Гилбърт, за да помогнат на Джеръми да се справи с вътрешните си демони с помощта на Бони и професор Шейн, който споделя, че знае къде е лека за вампиризма. Когато Хейли чупи врата на Керълайн, за да спаси нея и плана си, Ейприл открива Керълайн „мъртва“. Ейприл разбира за свръхестествените същества в града и че Ребека е промушена с кама в мазето на Локууд. Тайлър разкрива плана си на Клаус, което води до убиването на 12-те хибрида и майката на Тайлър. |    |                                                                           |                  |                                   |                  |                            |                     |
| 76 | 10 | 'След училищното събитие' ("After school special")                        | Дейвид Фон Анкен | Брет Матюс                        | 17 януари 2013   | 23 юли 2013                | 2.95                |
| След смъртта на Каръл, бащата на Бони се връща в града и става кмет. Междувременно Ребека и Ейприл работят заедно, за да накарат Елена да проговори, правейки ѝ капан в библиотеката. Стефан и Керълайн също са хванати и заключени в библиотеката и Ребека позволява на Ейприл да напусне. Мат и Деймън помагат на Джеръми, за да разшири татуировката си. Клаус става нетърпелив и Деймън го застрелва заради убийството на Каръл. Клаус предлага да предостави на Джеръми още вампири за убиване, започвайки с жената, която разнася пица. Шейн дава на Бони амулет, направен от човешка кост. Кол се появява и отвлича Шейн до училищната библиотека. Ребека разговаря с тях за лека и по-лично с Елена за раздялата ѝ със Стефан и чувствата ѝ към Деймън, опитвайки се да нарани Стефан. Тайлър получава обаждане от Ребека, за да спаси приятелите си. Кол донася Шейн и го измъчва, за да му каже къде е лека. Той казва на Ребека и Кол за Сайлъс, който той иска да възкреси и как Сайлъс ще възкреси всички, които са загинали заради него. Ребека отказва да слуша Кол и опитва да удави Шейн, а след това го пробожда с кол, но Бони успява да го защити с магия. Оказва се, че Ейприл е свързана с Шейн и тя също страда. Тайлър пристига, а Ребека му казва да се превърне. Когато той започва да се превръща, казва на приятелите си да се скрият. Стефан открива Ейприл в безсъзнание, Бони успява да я спаси и я извежда от библиотеката. Ребека предлага на Стефан да изтрие спомените му за Елена, но когато той приема, Ребека се отказва, казвайки, че болката на Стефан е нейното отмъщение. В края на епизода, Ейприл разговаря с шерифа и кмета, казвайки, че знае за свръхестествените същества и лъжите. Деймън и Елена разговарят и тя казва, че независимо от подчинението, тя го обича. Той е щастлив и ѝ казва да отиде при него. Ребека отива при Стефан, защото той ѝ казва, че все още иска лека, за да го използва срещу Клаус и се съгласяват да работят заедно. Клаус вика Деймън, Джеръми и Мат в бар, пълен с хора, които се трансформират във вампири. |    |                                                                           |                  |                                   |                  |                            |                     |
| 77 | 11 | 'Хвани ме, ако можеш' ("Catch me if you can")                             | Джон Дал         | Браян Йонг & Майкъл Нардуки       | 24 януари 2013   | 24 юли 2013                | 2.71                |
| Епизодът започва в бара, където Джеръми отказва да убие вампирите. Клаус заплашва да атакува Мат, за да накара Джеръми да ги убие. Мат е контузен и заедно с Джеръми избягват. Те са нападнати от вампирите, но Елена се намесва. Те се връщат в къщата на езерото. На следващия ден Елена се скарва с Деймън, защото използва невинни хора. Те осъзнават, че вампирите ще се върнат и Джеръми трябва а ги убие по-бързо. Ребека посещава Стефан и му казва, че има план – да открадне надгробния камък на Сайлъс, принуждавайки Шейн да убедени сили с тях. Шериф Форбс пристига и арестува Шейн. Деймън и Джеръми се насочват обратно към бара и откриват, че вампирите са убити от Кол. Той има казва, че отдавана е убил човек, който е почитал Сайлъс и че не може да им позволи да го събудят. Кол се опитва да измъкне ръката на Джеръми, но се сбива с Деймън. Бони и баща ѝ разговарят и той ѝ казва, че Шейн само я манипулира. Шейн разговаря с Бони и ѝ казва, че масовото убийство на хибридите е било нужно. Елена отива при Клаус и го моли да спре атаките на Кол. Тя му напомня, че и двамата искат лека, а Клаус казва на Кол да стои настрана от Джеръми. Кол измъчва Деймън и му внушава да убие Джеръми. Ребека и Стефан търсят надгробния камък в докладите на Шейн и говорят за старите си отношения. Ребека казва на Стефан да спре да бъде угрижен. Бони е малко ядосана на Шейн заради масовото убийство, но той ѝ казва, че Сайлъс ще възкреси всички, които са загинали заради него. Бони отказва да слуша, но той ѝ напомня, че може отново да види баба си. След това Шейн казва на баща ѝ, че Бони може да бъде най-могъщата вещица на Земята или бомба със закъснител. Деймън отива в бара, където Джеръми работи. Джеръми се скрива, а Деймън казва на Елена, че е принуден от Кол да убие Джеръми. Той открива скрита пещера, Деймън го последва и му казва да бяга. Елена се обажда на Стефан с молба за помощ, но не изглежда, че той иска да слуша. Деймън притиска Джеръми в ъгъла и се застрелва, за да даде преднина на Джеръми. Кол се връща в града и среща Ребека, която се опитва да го намушка с камата, но е спряна от Клаус. Елена се опитва да използва чувствата на Деймън към нея, за да игнорира внушението. Това не се получава, но Стефан го спира и го заключва в мазето на къщата им. Той казва, че след като Елена е излекувана, а Деймън не е под внушение, могат да правят каквото поискат. Елена се появява, но Стефан ѝ казва, че не може да го види. Той казва на Елена, че не я обича, но тя отвръща, че е просто наранен. Бони вечеря с баща си и той ѝ казва, че ще ѝ помогне. Стефан отива при Ребека, за да пита за надгробната плоча, но тя сменя темата като го пита дали е преодолял Елена. Той казва, че го е направил и спи с Ребека. Клаус се появява в къщата на Гилбърт, настоявайки да вземе Джеръми при него, защото само той може да го спаси от Кол. Те отказват и Елена работи върху нов план – да убие Кол. |    |                                                                           |                  |                                   |                  |                            |                     |
| 78 | 12 | 'Гледка към долината на смъртта' ("A view to a kill")                     | Бред Търнър      | Ребека Соненшайн                  | 31 януари 2013   | 25 юли 2013                | 2.56                |
| Стефан се събужда и не е много сигурен къде се намира, докато се оглежда наоколо. За него става очевидно, че е прекарал вечерта с Ребека. Той тихо се облича и иска да напусне без да го види Ребека, но Клаус се появява на вратата. Клаус прави оферта на Ребека да му помогне да спре Кол и да спаси Джеръми, но когато тя отказва, той се обръща за помощ към Стефан. Нетрадиционният начин за слагане край на насилието на майор Хопкинс изпраща дъщеря му, Бони, по-далеч от него, а след това тя има неприятна среща с Кол, последвана от среща с неочакван посетител – майка ѝ. Клаус усложнява нещата между Деймън и Стефан, като разкрива малко от личния живот на Стефан и след това изненадва Деймън, питайки го за съвет. Стефан разказва за опасния план за Джеръми, който го поставя в трудна ситуация. Когато се организират училищните танци за 1980-те, Стефан намира удобен начин да намушка Ребека с камата. В края на епизода Джеръми най-накрая намушква Кол с кола от бял дъб. По-късно, научавайки за плана на Елена да убие брат му, Клаус иска да нарани нея и Джеръми. Бони пристига и омагьосва Клаус, като го заключва в хола на Гилбърт до следващото пълнолуние. Стефан информира останалите, че не е намушкал Ребека и че тя е на тяхна страна и могат да ѝ имат доверие, което вбесява Елена. Накрая след като Джеръми убива Кол, татуировката му е завършена и вече могат да се впуснат в търсене на лек за вампиризма. |    |                                                                           |                  |                                   |                  |                            |                     |
| 79 | 13 | 'Сред дивата природа' ("Into the wild")                                   | Майкъл Аловиц    | Керълайн Драйс                    | 7 февруари 2013  | 26 юли 2013                | 2.50                |
| Шейн прави експедиция до гол остров край бреговете на Нова Скотия, където смята, че се намира лекът за вампиризъм. В дълго и мъчително пътуване до вътрешността на острова, Ребека и Елена продължават горчивото си съперничество; Стефан прави всичко възможно, за да запази мира, а Деймън си мисли, че Шейн се опитва да ги вкара в капан. Бони и Джеръми се опитват да разберат посланието на татуировката, докато Шейн разкрива все повече за легендата за Сайлъс и вещицата Кеция, както и за личната си история. Обратно в Мистик Фолс, Тайлър се изправя срещу Клаус, а Керълайн е хваната в насилие. |    |                                                                           |                  |                                   |                  |                            |                     |
| 80 | 14 | 'Надолу в заешката дупка' ("Down the rabbit hole")                        | Крис Грисмър     | Хосе Молина                       | 14 февруари 2013 | 29 юли 2013                | 2.31                |
| На острова Деймън има грозен сблъсък с ловец на име Вон и осъзнава, че той е един от Петимата. Стефан признава истинските си чувства относно възможността Елена да се превърне отново в човек. Когато една зашеметяващо нова информация относно лека е разкрита (има достатъчно количество само за един човек), залозите на всички се променят. Джеръми помага на Бони да различи границата между истина и илюзия, а Шейн е утешаван от жена си. Катрин принуждава Сайлъс да се нахрани от Джеръми, за да получи лека, който е вкаменен заедно с тялото му. Сайлъс източва тялото на Джеръми, чупи врата му и го убива. Обратно в Мистик Фолс, Керълайн и Тайлър откриват, че разгадаването на кода от меча на ловеца е невъзможно без помощта на Клаус, който има свои собствени причини за дешифрирането му. |    |                                                                           |                  |                                   |                  |                            |                     |
| 81 | 15 | 'Остани с мен' ("Stand by me")                                            | Ланс Андерсън    | Джули Плек                        | 21 февруари 2013 | 30 юли 2013                | 2.91                |
| След като отрича дълго време, Елена осъзнава, че Джеръми е наистина мъртъв. Бони се съгласява да помогне на Шейн, убивайки още 12 души, за да получи правилната магия, необходима, за да се премахне завесата между двата свята, където всички свръхестествени същества ще се върнат отново, когато умрат. Ако тази магия е успешна, всяко свръхестествено същество ще се върне към живота. Също така, с премахната завеса, Сайлъс вече няма да бъде затворен от другата страна, когато умре и по този начин ще може отново да се събере с истинската си любов. Когато Бони разказва на всички за плановете си, те ѝ казват, че това е ужасна идея. Керълайн се опитва да стигне до Тайлър, но неуспешно. Мат приема трудно смъртта на Джеръми. Ребека оставя Вон да умре в една пещера, след като той я предупреждава, че никой няма да бъде в безопасност, след като събудят Сайлъс. Деймън кара Елена да изключи човечността си, защото болката от загубата на Джеръми е твърде голяма. След като го прави, Елена изгаря къщата си, като прикрита версия за смъртта на Джеръми. Маскиран като Шейн, Сайлъс се връща в Мистик Фолс заедно с групата. |    |                                                                           |                  |                                   |                  |                            |                     |
| 82 | 16 | 'Приведи го' ("Bring it on")                                              | Джеси Уарн       | Елизабет Р. Финч & Майкъл Нардучи | 14 март 2013     | 31 юли 2013                | 2.41                |
| Новият облик на Елена заинтересува всички, а Стефан и Деймън мислят, че връщането на нормалната рутина в гимназията ще е най-доброто за нея. Керълайн е приятно изненадана, че Елена отново се връща при мажоретките, но радостта ѝ се превръща в шок, когато поведението на Елена се оказва опасно. Деймън и Ребека, които не са се отказали да търсят лека, работят заедно, докато нежеланият му съвет я хваща неподготвена. Клаус се опитва да използва Хейли, за да получи информация и прави интригуващи открития. Междувременно отегчената Елена се впуска в диво парти и попада в голяма битка. |    |                                                                           |                  |                                   |                  |                            |                     |
| 83 | 17 | 'Поради нощта' ("Because the night")                                      | Гарет Стовър     | Браян Йънг & Чарли Чарбоной       | 21 март 2013     | 1 август 2013              | 2.65                |
| Осъзнавайки, че Елена има нужда от известно време далеч от Мистик Фолс, Деймън я отвежда в Ню Йорк, където е живял и се е забавлявал усилено през 1970. Докато е в Ню Йорк, Деймън се оглежда за Катрин, която е взела лека. Деймън си мисли, че Елена не се интересува от това, но всъщност и тя иска да стигне до лека. Когато Ребека също се появява в Ню Йорк, е впечатлена от тайните действия на Елена, за да вземе лека. Разкриват се спомени от миналото на Деймън, когато е живял в подзема палуба и е имал сложни отношения с Лекси. Тя се е опитвала да вразуми Деймън, както е направила преди със Стефан. Деймън се опитва да направи същото и с Елена. Междувременно Керълайн и Стефан се опитват да убедят Клаус, че би било в негов интерес да им помогне да проследят Сайлъс. Те обединяват усилия и се опитват да разгадаят следващия ход на Сайлъс. Те смятат, че в последното клане трябва да бъде на вещици. Сайлъс все още се опитва да убеди Бони да извърши последното клане. Тя се колебае, но той ѝ напомня, че когато всичко приключи, свръхестествените същества ще се върнат, включително и баба ѝ. Така тя се съгласява. Стефан, Керълайн и Клаус търсят мястото и го откриват. Дванадесетте вещици се опитват да спрат Бони от използването на черна магия, но разбират, че Сайлъс я контролира. Те се опитват да намушкат Бони с ножа, но Керълайн го взема и наръгва вещицата, която е свързана с другите единадесет. Всички дванадесет вещици умират, завършвайки ритуала, а Бони припада. Елена се опитва да вземе хартията, която Деймън е взел от Катрин, след като я е проследил. Пробва да го хване и съблазни, но Деймън разкрива, че той също е правил този трик. Той разкрива, че е минало доста време, откакто след много опити на Лекси да го вразуми, я е заключил на покрива, защото му е досаждала много. Тя е нямала друг избор освен да се скрие в сянката. Така че Деймън избягва и признава, че се чувства виновен. Но докато говорят, Ребека чупи врата му, взема хартията и си отива. Бони се събужда. но паметта ѝ си е отишла. Сайлъс подкупва Клаус, за да му помогне, заплашвайки го да го убие с кола от бял дъб, който е откраднал от Ребека. Елена и Ребека открадват колата на Деймън и отиват да търсят Катрин. |    |                                                                           |                  |                                   |                  |                            |                     |
| 84 | 18 | 'Американска готика' ("American gothic")                                  | Кели Сайръс      | Евън Блейвайс & Хосе Молина       | 28 март 2013     | 2 август 2013              | 2.46                |
| Елена и Ребека откриват Катрин в Уилоуби, където тя е въздействала на целия град. Докато Елена се преструва на Катрин, когато е с Илайджа, Ребека държи под око Катрин. Скоро Стефан и Деймън пристигат. Ребека и Деймън отиват в дома на Катрин, за да получат лека. Докато Ребека претърсва къщата, Деймън установява, че лека е в аквариум, пълен с върбинка. Катрин вкарва главата на Деймън в аквариума и временно го забавя. Тя разсейва Ребека и избягва с лека. Деймън, все още слаб заради върбинката, се опитва да убеди Ребека да не взима лека, но тя му казва да ѝ даде поне една добра причина защото той иска Елена да го вземе. Той не отговаря нищо. Ребека изпива лека точно когато Стефан идва, но не навреме и припада. Въпреки че, когато се събужда, казва, че се чувства като човек, тя бързо научава, че все още е вампир и Катрин я е измамила. По-късно Ребека се среща с Илайджа и го моли да ѝ даде лекарството, като казва, че иска да бъде човек. Клаус ѝ се обажда и я пита дали има напредък. Ребека дава телефона на Илайджа, който казва на Клаус, че има лека и е на път за Мистик Фолс. Ребека и Илайджа си тръгват заедно. |    |                                                                           |                  |                                   |                  |                            |                     |
| 85 | 19 | 'Снимки на вас' ("Pictures of you")                                       | Дж. Милър Тобин  | Найл Рейнолдс & Керълайн Драйс    | 18 април 2013    | 5 август 2013              | 2.14                |
| Ще бъде проведен бала. След взимане на решение, което вбесява Клаус, Илайджа предлага предизвикателството промяна на живота на Ребека. Определените планове на Керълайн за перфектната вечер на бала са променени от Елена, затова тя се обръща към развеселения Клаус за намиране на решение. Решени да се свържат с Елена, Стефан и Деймън отиват на бала, но вечерта излиза извън контрол, въпреки усилията им. Когато Елена изведнъж изпада в състояние, което никой не би могъл да предвиди, Мат се обръща към Ребека за помощ. Бони прави ужасяващо откритие, а Клаус прави съобщение, което може да промени всичко. |    |                                                                           |                  |                                   |                  |                            |                     |
| 86 | 20 | 'Древните' ("The Originals")                                              | Крис Грисмър     | Джули Плек                        | 25 април 2013    | 6 август 2013              | 2.24                |
| Клаус, по предложение на Катрин, се завръща в Ню Орлиънс, за да открие вещица, която познава. Там той се среща с бивш приятел, Марсел, който управлява града с железен юмрук. Докато Клаус продължава своето търсене, открива, че вещиците в града се опитват да свалят Марсел от властта. Те планират да използват Хейли, която по мистериозен начин дарява Клаус с дете. След като Илайджа решава да накара Клаус да остане в града, той се съгласява и иска да го управлява със своя приятел Марсел. Клаус предлага на Ребека място до него, но тя отказва. Междувременно в Мистик Фолс, Деймън и Стефан предприемат крайни мерки, за да върнат човечността на Елена, като я затварят в мазето на Салваторе. |    |                                                                           |                  |                                   |                  |                            |                     |
| 87 | 21 | 'Тя се погуби' ("She's come undone")                                      | Дарнел Мартин    | Майкъл Нардучи & Ребека Съншайн   | 2 май 2013       | 7 август 2013              | 2.17                |
| Деймън и Стефан опитват нов, брутален начин да провокират Елена да включи човечността си, а Керълайн е ядосана, когато нейният опит да се намеси се проваля. Когато Елена намира начин да заблуди братята Салваторе, те искат помощ от Катрин. Тя вкарва ръката си в Елена и иска да изтръгне сърцето ѝ. Тогава умишлено оставя врата отворена, така че Елена да може да избяга. Мат дава на Ребека няколко непоискани съвета за нейните решения в живота, а тя от своя страна се опитва да му помогне. Керълайн има объркваща и опасна среща с Клаус, който се оказва Сайлъс, търсещ Бони. Тя отново потвърждава обещанието си да помогне на Сайлъс, като отвори завесата на чистилището. Сайлъс се е превъплъщава в майката на Керълайн и се опитва да я убие, но Керълайн ѝ дава от кръвта си, опитвайки се да я върне към живота. Катрин е подозрителна, когато Бони ѝ прави предложение да стане безсмъртна като Сайлъс в замяна на надгробния камък. Изглежда, че Катрин приема сделката. Междувременно братята Салваторе използват Мат, за да включат човечността на Елена, като Деймън чупи врата му пред нея. Разбира се, той носи пръстена, който предпазва от свръхестествена смърт и се възстановява. Елена решава, че ще убие Катрин. |    |                                                                           |                  |                                   |                  |                            |                     |
| 88 | 22 | 'Живите мъртви' ("The walking dead")                                      | Роб Харди        | Браян Йънг & Керълайн Драйс       | 9 май 2013       | 8 август 2013              | 2.28                |
| С приближаване на деня на дипломирането, Керълайн се опитва да разсее Елена, като се фокусира върху прости задачи като изпращането на покани, но Елена не се отделя от новата си мания. Шериф Форбс извиква Деймън и Стефан в болницата, където някой е нападнал пациенти. Бони все още иска да принуди Катрин да ѝ помогне, отказвайки да се предаде от плана си да победи Сайлъс. Силна буря предизвиква прекъсване на захранването в Мистик Фолс, изведнъж там се появят призраци с добри намерения и призраци, търсещи отмъщение. Бони превръща Сайлъс в камък и умира, опитвайки се да върне Джеръми обратно към живота. |    |                                                                           |                  |                                   |                  |                            |                     |
| 89 | 23 | 'Дипломирането' ("Graduation")                                            | Крис Грисмър     | Керълайн Драйс & Джули Плек       | 16 май 2013      | 9 август 2013              | 2.24                |
| В деня на дипломирането в Мистик Фолс е пълно с духове, които са решени да уредят старите си сметки и да изпълнят свръхестествената си съдба. Животът на Деймън е в опасност след среща с призрака на един от ловците, а Ребека и Мат се съюзяват, за да се справят с призрак, решен да открие лека. Когато животът на Мат попада в опасност, Ребека го целува и казва, че това е най-смелото нещо, което е правела. Докато всички се събират за церемонията по дипломирането, призраците все повече се приближават, но Клаус идва на помощ, след като Керълайн му се е обаждала многократно. Керълайн получава трогателен и неочакван подарък за дипломирането си от него – Клаус дава на Тайлър свободата да се върне отново в Мистик Фолс и да бъде с нея. Той ѝ казва, че макар Тайлър да е първата ѝ любов, иска той да бъде последният, когото някога ще обича. Бони дава живота си, за да върне Джеръми и казва, че ще бъде добре заедно с баба си и духовете на вещиците. Елена казва на Деймън, че ще го обича и в смъртта и той е единственият, който я кара да се чувства жива. Те се целуват, а Стефан слуша разговора им със сълзи в очите. Елена се изправя срещу Катрин, като в крайна сметка набутва лека в гърлото ѝ и я превръща отново в човек. Накрая Стефан открива шокираща мистерия около Сайлъс – той е негов двойник. Тогава Сайлъс отмъщава на Стефан като го заключва в сейф и го хвърля на дъното на океана. |    |                                                                           |                  |                                   |                  |                            |                     |

### Сезон 5 (2013 – 2014)
Американският канал The CW обявява, че ще има пети сезон на 11 февруари 2013. Сезонът започва на 3 октомври 2013 и завършва на 15 май 2014.
| № | #  | Заглавие                                                               | Режисура         | Сценарий                             | Първо излъчване  | Първо излъчване в България | Рейтинг (в милиони) |
| --- | -- | ---------------------------------------------------------------------- | ---------------- | ------------------------------------ | ---------------- | -------------------------- | ------------------- |
| 90 | 1  | 'Знам какво направи миналото лято' ("I know what you did last summer") | Ланс Андерсън    | Керълайн Драйс                       | 3 октомври 2013  | 28 юли 2015                | 2.59                |
| Връзката на Елена и Деймън все още е наопаки. Тя започва да учи в колежа Уитмор, заедно с Керълайн, ентусиазирани от възможността да имат нормален живот. Но перфектното им време свършва, когато съквартирантът им е убит от нов вампир. Деймън е оставен да се грижи за Джеръми, който има проблеми в училище, след като казва на всички, че е инсценирал собствената си смърт. След кавга в училище, той е изгонен. Бони все още е мъртва, но не иска никой да знае и затова Джеръми трябва да я прикрива. Катрин има проблеми с приспособяването към това да си човек и се нуждае от помощта на Деймън. Сайлъс е по петите ѝ, а също и много други врагове от миналото, докато тя е уязвима. Мат казва сбогом на Ребека след лятното си пътешествие. Завръща се и един стар приятел – Надя. Стефан все още е в сандъка под водата и халюцинира, докато се бори с желанието да изключи човечността си. Елена не може да се отърси от чувството, че нещо не е наред със Стефан, а Сайлъс прави своята ужасяваща поява на партито „Краят на лятото“ на площада на града.                               |    |                                                                        |                  |                                      |                  |                            |                     |
| 91 | 2  | 'Истински лъжи' ("True Lies")                                          | Джошуа Бътлер    | Браян Йънг                           | 10 октомври 2013 | 29 юли 2015                | 2.14                |
| Под водата, Стефан халюцинира, че Деймън му казва да изключи човечността си. Без да казва на Елена, че Стефан е изчезнал, Деймън се обръща към шериф Форбс за помощ, за да открие брат си. Елена и Керълайн се опитват да разберат кой прикрива убийство в кампуса на колежа, а студент от Уитмор на име Джеси, дава на Елена интригуваща информация за професор Уес Максфийлд. Докато Джеръми се опитва да се върне към предишния си живот, той продължава да е единствения, който може да вижда и да разговаря с Бони. Под внушение на Сайлъс Елена се опитва да убие Деймън, но мислите за Стефан я връщат към реалността. Тя научава истината за Стефан и напуска колежа, за да го търси. Елена казва на Деймън, че въпреки че Стефан е там, тя все още го обича. Елена, Деймън и шериф Форбс откриват Стефан, но вместо него намират мъртво тяло, което означава, че Стефан е изключил своята човечност. |    |                                                                        |                  |                                      |                  |                            |                     |
| 92 | 3  | 'Първороден грях' ("Original sin")                                     | Джеси Уарн       | Мелинда Хсу Тайлър & Ребека Съншайн  | 17 октомври 2013 | 30 юли 2015                | 2.93                |
| Стефан най-накрая е в безопасност след три месеца под водата. Когато Елена и Катрин имат един и същи сън – че Стефан е в опасност и отчаяно се нуждае от помощта им, те убеждават Деймън да им помогне да намерят Стефан. Те отиват в един бар, но там откриват ухапана от Стефан сервитьорка. Кеция взима Стефан за заложник и му разказва историята за Сайлъс. Разказва, че е трябвало да се омъжи за Сайлъс и двамата да приемат безсмъртието, но разбира, че той ще приеме безсмъртието с жената, която наистина обича – Амара, прислужницата на Кеция. След това тя създава лека и убива Амара. Кеция разказва, че ще унищожи Сайлъс като отслаби силите на Стефан. Надя се свързва с Грегор (убития пътешественик), за да получи информация за местонахождението на Катрин. Тя отвлича Катрин, за да я предаде на Сайлъс, но осъзнава, че той ще я използва. Когато Деймън открива Стефан, Кеция му казва, че Стефан и Елена са обречени да бъдат заедно. Кеция извършва заклинание, с което премахва психичните сили на Сайлъс. Когато Стефан се събужда от магията на Кеция, страда от амнезия. |    |                                                                        |                  |                                      |                  |                            |                     |
| 93 | 4  | 'За кого бие камбаната' ("For whom the bell tolls")                    | Майкъл Аловиц    | Брет Матюс & Елизабет Р. Финч        | 24 октомври 2013 | 31 юли 2015                | 2.63                |
| Деймън се опитва да напомни на Стефан за него и миналото му. Докато Елена се опитва да напомни на Стефан за първата им среща, Мат търси помощ от Джеръми заради белите петна в паметта му. Мат е обезпокоен заради липсата на Бони в този важен момент, а Джеръми е принуден да му каже истината. Стефан се опитва да целуне Елена, но тя се отдръпва заради връзката ѝ с Деймън, а Стефан си тръгва ядосан и гладен. Той решава да изключи човечността си и атакува Джеси. Керълайн успокоява Стефан и той ѝ се доверява. Стефан изгаря дневниците си и казва на Деймън и Елена, че не може да им се довери и да бъде близо до тях. Елена най-накрая разбира, че Бони е мъртва. Всички организират погребение на Бони. Професор Уес осъзнава, че Джеси има вампирска кръв в организма си и се опитва да го убие. |    |                                                                        |                  |                                      |                  |                            |                     |
| 94 | 5  | 'Балът на чудовището' ("Monster's ball")                               | Кели Сайръс      | Съни Постилионе                      | 31 октомври 2013 | 3 август 2015              | 2.07                |
| Елена се опитва да продължи, след като узнава за смъртта на Бони. Деймън и Джеръми се опитват да върнат Бони с помощта на Сайлъс, който иска да стане смъртен и да се самоубие. Но единственият начин да върнат Бони е като убият Стефан. Деймън убива Стефан, за да възстанови временно силите на Сайлъс и да разбере къде е свръхестествения маркер. Вярвайки, че Сайлъс е Стефан, Кеция танцува с него. Той ѝ въздейства, за да му каже местонахождението на маркера, но тя не знае, тъй като пътешествениците са го скрили. Стефан се събужда и чупи врата на Деймън, за да спаси Кеция от Сайлъс. Кеция смазва сърцето на Сайлъс. Въпреки че това няма да го убие, ще го накара да изгние отвътре. Уес казва на Елена да се върне в Мистик Фолс. Надя шокира Катрин, като ѝ казва, че всъщност Катрин е нейната истинска майка. Тайлър решава да отмъсти на Клаус и се разделя с Керълайн. Деймън и Елена използват Катрин, за да върнат Сайлъс обратно като вещер. |    |                                                                        |                  |                                      |                  |                            |                     |
| 95 | 6  | 'Грижливо държание' ("Handle with care")                               | Джефри Хънт      | Керълайн Драйс & Холу Брикс          | 7 ноември 2013   | 4 август 2015              | 2.59                |
| Катрин отива при Керълайн, защото се нуждае от помощ. Двете се сблъскват с професор Уес и се опитват да разберат мотивите му срещу вампирите. Елена мисли, че Стефан е в опасност и отива при него, но се озовава в капан на Кеция. Деймън и Джеръми помагат на Сайлъс да открие котвата на другата страна. Кеция разкрива на Деймън, че котвата не е предмет, а самата Амара. Сайлъс освобождава Амара, но тя го атакува и взима лека. Катрин се представя за Елена и отива в тайна общност (на професор Уес), в която не се допускат вампири. Керълайн въздейства на Уес да забрави, че тя и Елена да вампири. Кеция връща някои спомени на Стефан, когато той освобождава Елена от капана. Междувременно Катрин е притеснена от побеляването на косата ѝ. |    |                                                                        |                  |                                      |                  |                            |                     |
| 96 | 7  | 'Смъртта и девицата' ("Death and the maiden")                          | Лесли Либман     | Ребека Съншайн                       | 14 ноември 2013  | 5 август 2015              | 2.72                |
| Когато Стефан си връща спомените, той е решен да убие Сайлъс. Когато Бони среща Амара, Амара ѝ казва, че може да я види и докосне, защото е котвата. Деймън и Елена осъзнават, че единственият начин да върнат Бони е като тя стане котвата на другата страна. Кеция разкрива, че за да бъде възможно това, трябва да бъде взета кръв от Елена, Катрин и Амара. Катрин се съгласява да помогне само ако Кеция спре остаряването ѝ. След като прави заклинанието, Кеция решава да се самоубие. Стефан взима Амара, за да я дърци като примамка. Стефан убива Сайлъс, а Амара се самоубива. Надя се опитва да се свърже с Катрин, която не иска да има нищо общо с нея. |    |                                                                        |                  |                                      |                  |                            |                     |
| 97 | 8  | 'Мъртвец в кампуса' ("Dead man on campus")                             | Роб Харди        | Браян Йънг & Найл Рейнолдс           | 21 ноември 2013  | 6 август 2015              | 2.67                |
| В колежа Уитмор, Елена и Керълайн решават, че е време да направят голямо парти, но плановете им са прекъснати, когато Джеси внезапно има нужда от помощта на Керълайн. По молба на Елена, Деймън се появява с ефективен метод, за да получи от Уес отговори на въпросите си. На партито Елена открива, че с Арън имат много общо, а Керълайн е все по-загрижена за Джеси. Междувременно Катрин прави услуга на Мат и успява да се свърже със Стефан, който все още се опитва да се справи със събитията от изминалото лято. Накрая Бони прави всичко възможно, за да се справи със своята нова реалност, а Деймън прави ужасяващо откритие за тайно общество. |    |                                                                        |                  |                                      |                  |                            |                     |
| 98 | 9  | 'Клетката' ("The cell")                                                | Крис Грисмер     | Мелинда Хсу Тайлър                   | 5 декември 2013  | 7 август 2015              | 2.36                |
| Стефан продължава на Катрин подкрепата си, докато се опитва да прикрие собствената си болка, докато Керълайн не се появява с необичаен вид терапия. След като се опита да се реваншира на Керълайн, Елена започва все повече да се тревожи за Деймън и се обръща към Арън за помощ. По-късно, когато Деймън казва на Елена за ужасно изпитание в миналото си, което е пазил в тайна в продължение на десетилетия, тя споделя обезпокоителна информация, която току-що е научила за собственото си семейство. Накрая Арън решава да действа по отчаян начин, след разговор с д-р Уес. |    |                                                                        |                  |                                      |                  |                            |                     |
| 99 | 10 | '50 нюанса на Грейсън' ("Fifty shades of Grayson")                     | Кели Сайръс      | Керълай Драйс                        | 12 декември 2013 | 10 август 2015             | 2.44                |
| Деймън осъзнава, че Елена е в опасност и се обръща за помощ към Стефан. Братята посещават Арън и Деймън шокира Стефан като разкрива нещо за семейството на Арън. В опит да спре Деймън, д-р Уес пуска скритото си оръжие в действие, принуждавайки Деймън да се справи с част от миналото си, мислейки, че никога повече няма да сети за него, заедно с последствията от дълго планувания му план за отмъщение. Междувременно Елена е ужасена от признанията на д-р Уес относно мрачната история на колежа Уитмор и собствената му крайна цел. Накрая ужасената Катрин се обръща към Мат за помощ, докато осъзнава, че може би човека, който може да ѝ помогне е точно Надя. |    |                                                                        |                  |                                      |                  |                            |                     |
| 100 | 11 | '500 години самота' ("500 years of solitude")                          | Крис Грисмер     | Джули Плек & Керълайн Драйс          | 23 януари 2014   | 11 август 2015             | 2.72                |
| Надя се опитва да спаси майка си, Катрин, и пристига със страшен план. Елена и Стефан са принудени да помогнат на Надя да осъществи плана си, след като Надя хвърля Мат в сейфа, в който Стефан прекара цялото лято. Бони, Керълайн и Джеръми търсят Мат, но Ребека се завръща и го спасява. Катрин, която продължава да се бори за живота си, си спомня за времето в България през 1492 година. Клаус се завръща и се среща с Керълайн. Стефан и Елена са затворени в къща, пълна с пътешественици, които правят непознат ритуал. След това Стефан и Елена могат да избягат. Елена отива при Катрин, за да ѝ прости за всички лоши неща, които ѝ е сторила. След речта на Елена, Катрин я атакува и завършва ритуала като се прехвърля в тялото на Елена. |    |                                                                        |                  |                                      |                  |                            |                     |
| 101 | 12 | 'Дяволът вътре' ("The devil inside")                                   | Кели Сайръс      | Брет Матюс & Съни Постилионе         | 31 януари 2013   | 12 август 2015             | 2.42                |
| С цел да даде постоянен контрол на Катрин върху тялото на Елена, приятелката на Надя – Мия, планира да извърши магия, но се нуждае от тялото на Катрин. През това време Деймън погребва тялото на Катрин в гробницата, в която трябваше да е Катрин през 1980-те. Катрин принуждава Мат да ѝ даде лична информация за Елена, за да се представи по-добре на партито на Тайлър. Керълайн разказва на Елена (Катрин), че е спала с Клаус, но Тайлър ги чува. Ензо докарва Арън Уитмор до Деймън и му казва да го убие. Катрин и Надя намират тялото на Катрин и Мия завършва магията. По-късно Елена (Катрин) къса с Деймън, но той се ядосва и убива Арън Уитмор. |    |                                                                        |                  |                                      |                  |                            |                     |
| 102 | 13 | 'Затъмнение на сърцето' ("Total eclipse of the heart")                 | Дарън Генет      | Ребека Съншайн & Холи Брикс          | 30 януари 2014   | 13 август 2015             | 2.16                |
| Катрин има своите начини да върне Стефан и Уес. Стефан се чувства некомфортно от стария нов приятел на Деймън, Ензо, който продължава да търси и се оглежда за Уес. С цел да намерят Уес, Деймън и Ензо отиват при Бони и искат от нея да намери вещица, която да открие Уес. За да се уверят, че Бони ще го направи, Деймън и Ензо задържат Джеръми като гаранция. Катрин иска от Надя да намери информация за Ензо, така че Надя принуждава Мат, но Тайлър разбира. Когато Надя разбира, че Тайлър чува разговора им с Мат, тя се ядосва и го атакува. Джеръми е спасен от Стефан и Елена (Катрин) навреме. Когато Деймън и Ензо срещат Уес, те са атакувани от пътешественици. По-късно Уес инжектира Деймън с нещо и той започва да се храни не с хора, а с вампири. |    |                                                                        |                  |                                      |                  |                            |                     |
| 103 | 14 | 'Без изход' ("No Exit")                                                | Майкъл Аловиц    | Браян Йънг                           | 27 февруари 2014 | 14 август 2015             | 2.03                |
| Когато поведението на Деймън ескалира от разрушителната смърт, Стефан започва да съжалява за последния си разговор с Деймън и решава да проследи Деймън и да се намеси. Катрин, маскирана като Елена, решава да придружи Стефан с надеждата да предизвика връзка. Доктор Уес кара пътешествениците да поставят на тест приятелството на Деймън и Ензо. След искрения разговор на Надя, Мат решава да помогне на Керълайн и Тайлър да предпазят Елена, което води до сблъсък. По-късно, когато Стефан се опитва да утеши Кеърлайн, разговорът им води до ужасяваща реализация. |    |                                                                        |                  |                                      |                  |                            |                     |
| 104 | 15 | 'Отивай момиче' ("Gone girl")                                          | Ланс Андерсън    | Мелинда Хсу Тайлър                   | 6 март 2014      | 18 август 2015             | 2.19                |
| Докато Надя си спомня за вековете, когато е търсила майка си, Стефан, Керълайн и Мат имат нов план как да спасят живота на Елена. През това време Бони и Джеръми трябва да помогнат на Лив. Деймън примамва Тайлър в неприятен сблъсък, а после се стреми да отмъсти на доктор Уес. Керълайн и Тайлър стигат до ново споразумение. Накрая Бони научава за ужасната тайна, която ще застраши живота на всички. |    |                                                                        |                  |                                      |                  |                            |                     |
| 105 | 16 | 'Докато ти спеше' ("While you were sleeping")                          | Паскал Фершоорис | Керълайн Драйс                       | 10 март 2014     | 18 август 2015             | 2.28                |
| Когато Стефан се опитва да обясни на Елена какво е пропуснала за три седмици, нейният пръв инстинкт е да се обади на Деймън. В същото време Деймън се опитва да измисли как да каже на Елена, че е убил Арън Уитмор. Докато преглежда файловете на доктор Уес, Керълайн открива, че доктор Уес е комбинирал върколашката отрова от кръвта на Надя, и е изненадана, когато Ензо се появява и казва, че има противоотрова, но се нуждае от Стефан, за да я вземе. |    |                                                                        |                  |                                      |                  |                            |                     |
| 106 | 17 | 'Спаси ме' ("Rescue me")                                               | Лесли Либман     | Брет Матюс & Найл Рейнолдс           | 27 март 2014     | 19 август 2015             | 1.73                |
| Новият двойник на Стефан е Том Ейвъри. Елена разказва за няколко тъжни новини около живота на Джеръми. Бони преживява объркваща среща с Люк, а мистериозния лидер на пътешествениците се появява след няколко ужасяващи събития в кампуса. |    |                                                                        |                  |                                      |                  |                            |                     |
| 107 | 18 | 'Заразно зло' ("Resident evil")                                        | Пол Уесли        | Браян Йънг & Керълайн Драйс          | 17 април 2014    | 20 август 2015             | 1.66                |
| Стефан и Елена започват да имат видения за алтернативна вселена, където те са заедно. Деймън узнава за тези видения и започва да се притеснява. Майката на Керълайн е заменена от пътешественик. Деймън и Ензо откриват, че Маркос, лидерът на пътешествениците, е проблемът за виденията на Стефан и Елена. Докато Маркос и Деймън разговарят, Маркос обещава, че ще спре виденията. |    |                                                                        |                  |                                      |                  |                            |                     |
| 108 | 19 | 'Мъж под прицел' ("Man on fire")                                       | Майкъл Аловиц    | Мелинда Хсу Тайлър & Матю Д'Амброзио | 24 април 2014    | 21 август 2015             | 1.81                |
| |    |                                                                        |                  |                                      |                  |                            |                     |
| 109 | 20 | 'Какво се крие отдолу?' ("What lies beneath?")                         | Джошуа Бътлър    | Елизабет Р. Финч & Холи Брикс        | 1 май 2014       | 24 август 2015             | 1.84                |
| След като разбира по мистериозен начин, че нещо се заформя срещу него в Ню Орлиънс, Клаус отива в града, който той и семейството са помогнали да се изгради. Въпросите на Клаус го отвеждат до среща с неговото бивше протеже Марсел, харизматичен вампир, който има пълен контрол над хората и свръхестествените обитатели на града. Решен да помогне на брат си да получи изкупление, Илайджа тръгва с Клаус и скоро научава, че и Хейли е дошла във Френския квартал, търсейки следи за миналото на семейството си и е попаднала в ръцете на мощна вещица на име Софи. Междувременно в Мистик Фолс, Деймън и Стефан продължават с техния план за Елена, докато Катрин разкрива изненадваща уязвимост пред Ребека и я моли да достави съобщение. |    |                                                                        |                  |                                      |                  |                            |                     |
| 110 | 21 | 'Обетована земя' ("Promised land")                                     | Майкъл Аловиц    | Ребека Съншайн                       | 8 май 2014       | 25 август 2015             | 1.50                |
| Деймън и Стефан опитват нов, брутален начин да провокират Елена да включи човечността си, а Керълайн е ядосана, когато нейният опит да се намеси се проваля. Когато Елена намира начин да заблуди братята Салваторе, те искат помощ от неочакван съюзник. Мат дава на Ребека няколко непоискани съвети за нейните решения в живота, а тя от своя страна се опитва да му помогне. Керълайн има объркваща и опасна среща с Клаус, а Катрин е подозрителна, когато Бони и прави предложение и обещава, че и двете ще спечелят от това. |    |                                                                        |                  |                                      |                  |                            |                     |
| 111 | 22 | 'Вкъщи' ("Home")                                                       | Крис Грисмър     | Браян Йънг & Керълайн Драйс          | 15 май 2014      | 26 август 2015             | 1.61                |
| С приближаване на деня на дипломирането, Керълайн се опитва да разсее Елена, като се фокусира върху прости задачи като изпращането на покани, но Елена не се отделя от новото си пристрастяване. Форбс извиква Деймън и Стефан в болницата, където някой е нападнал пациенти. Бони все още иска да принуди Катрин да и помогне, тя не се отказва от плана си да победи Сайълс. Силна буря предизвиква прекъсване на захранването в Мистик Фолс, изведнъж там се появят призраци с добри намерения и призраци търсещи отмъщение. |    |                                                                        |                  |                                      |                  |                            |                     |

### Сезон 6 (2014 – 2015)
Американският канал The CW обявява, че ще има шести сезон на 14 февруари 2014. Сезонът започва на 2 октомври 2014 и завършва на 14 май 2015.
| № | #  | Заглавие | Режисура         | Сценарий                           | Първо излъчване  | Първо излъчване в България | Рейтинг (в милиони) |
| --- | -- | --- | ---------------- | ---------------------------------- | ---------------- | -------------------------- | ------------------- |
| 112 | 1  | 'Ще помня' ("I'll remember")                                                                                | Джефри Хънт      | Керълайн Драйс                     | 2 октомври 2014  | 27 август 2015             | 1.81                |
| Минали са 4 месеца, откакто Деймън и Бони са мъртви. Всеки приема смъртта им по-различен начин. Всички трябва да стоят далеч от Мистик Фолс заради границите, които пътешествениците начело с Маркус поставят. Стефан се е преместил в Савана и работи като автомонтьор. Керълайн и Аларик търсят начин да ги върнат, но без успех. Елена взема билки от Люк, които я карат да вижда Деймън, но те я изкарват извън контрол и я правят по-жадна за кръв. Тя пие от едно момиче, което успява да избяга зад границите, но Мат я намира, а после Керълайн ѝ въздейства. Накрая на епизода Елена се сбогува с Деймън и кара Аларик да ѝ помогне да го забрави. |    | |                  |                                    |                  |                            |                     |
| 113 | 2  | 'Водени по-добре' ("Yellow ledbetter")                                                                      | Паскал Фершоорис | Джули Плек                         | 9 октомври 2014  | 28 август 2015             | 1.67                |
| Бони и Деймън са в паралелен Мистик Фолс, в който са напълно сами и всеки ден е 10 май 1994. Деймън все още е вампир, а Бони се опитва да си върне вещерските сили обратно. Тя се опитва да реши загадка от кръстословица във вестник, защото мисли, че може да ги отведе до някакъв отговор. Обратно в реалния свят, Аларик помага на Елена да изтрие Деймън от спомените си, но това е трудна задача, защото това са три години от нейния живот. Накрая те намират най-съкровения ѝ спомен, моментът когато се е влюбила в Деймън (на рождения ѝ ден) и Аларик успява да ѝ въздейства да забрави, че се е влюбвала в Деймън. Керълайн и Енцо предприемат пътуване към Савана, за да убедят Стефан да се прибере с тях и да им помогне да открият начин да върнат Бони и Деймън, но изглежда Стефан си е намерил приятелка и не иска да се връща в суровата реалност. Когато Кералайн разбира това, тя се чувства наранена, затова Енцо убива приятелката на Стефан. Междувременно Джеръми преспива с момичето, от което Елена се нахрани, а Мат се запознава с Трип Фел, който е от основателските семейства и е ловец на вампири. |    | |                  |                                    |                  |                            |                     |
| 114 | 3  | 'Добре дошли в рая' ("Welcome to paradise")                                                                 | Майкъл Аловиц    | Браян Йънг                         | 16 октомври 2014 | 31 август 2015             | 1.83                |
| |    | |                  |                                    |                  |                            |                     |
| 115 | 4  | 'Слънцето е черна дупка' ("Black hole sun")                                                                 | Кели Сайръс      | Мелинда Хсу Тайлър & Найл Рейнолдс | 23 октомври 2014 | 1 септември 2015           | 1.66                |
| |    | |                  |                                    |                  |                            |                     |
| 116 | 5  | 'Светът се обърна и ме остави тук' ("The world has turned and left me here")                                | Лесли Либман     | Брет Матюс                         | 30 октомври 2014 | 2 септември 2015           | 1.58                |
| |    | |                  |                                    |                  |                            |                     |
| 117 | 6  | 'Колкото повече ме игнорираш, толкова по-близо мога да стигна' ("The more you ignore me, the closer I get") | Гарет Стовер     | Чад Файваш & Джеймс Стотрау        | 6 ноември 2014   | 3 септември 2015           | 1.59                |
| |    | |                  |                                    |                  |                            |                     |
| 118 | 7  | 'Помниш ли първия път?' ("Do you remember the first time?")                                                 | Дарън Генет      | Ребека Съншайн                     | 13 ноември 2014  | 4 септември 2015           | 1.54                |
| |    | |                  |                                    |                  |                            |                     |
| 119 | 8  | 'Умирам по теб' ("Fade into you")                                                                           | Джошуа Бътлър    | Нина Фиоре & Джон Херера           | 20 ноември 2014  | 7 септември 2015           | 1.68                |
| |    | |                  |                                    |                  |                            |                     |
| 120 | 9  | 'Аз сам' ("I alone")                                                                                        | Кели Сайръс      | Браян Йънг & Холи Брикс            | 4 декември 2014  | 8 септември 2015           | 1.49                |
| |    | |                  |                                    |                  |                            |                     |
| 121 | 10 | 'Коледа през твоите очи' ("Christmas through your eyes")                                                    | Майкъл Аловиц    | Керълайн Драйс                     | 11 декември 2014 | 9 септември 2015           | 1.82                |
| |    | |                  |                                    |                  |                            |                     |
| 122 | 11 | 'Събудих се с чудовище' ("Woke up with a monster")                                                          | Пол Уесли        | Мелинда Хсу Тайлър                 | 22 януари 2015   | 10 септември 2015          | 1.63                |
| |    | |                  |                                    |                  |                            |                     |
| 123 | 12 | 'Молитва за умиращия' ("Prayer for the dying")                                                              | Джефри Хънт      | Брет Матюс & Ребека Съншайн        | 29 януари 2015   | 11 септември 2015          | 1.47                |
| |    | |                  |                                    |                  |                            |                     |
| 124 | 13 | 'Денят, в който опитах да живея' ("The day I tried to live")                                                | Паскал Фершоорис | Чад Файваш & Джеймс Стотрау        | 5 февруари 2015  | 14 септември 2015          | 1.61                |
| |    | |                  |                                    |                  |                            |                     |
| 125 | 14 | 'Остани' ("Stay")                                                                                           | Крис Грисмър     | Браян Йънг & Керълайн Драйс        | 12 февруари 2015 | 15 септември 2015          | 1.52                |
| |    | |                  |                                    |                  |                            |                     |
| 126 | 15 | 'Пусни я' ("Let her go")                                                                                    | Джули Плек       | Джули Плек                         | 19 февруари 2015 | 16 септември 2015          | 1.41                |
| |    | |                  |                                    |                  |                            |                     |
| 127 | 16 | 'Низходящата спирала' ("The downward spiral")                                                               | Иън Сомърхолдър  | Браян Йънг & Керълайн Драйс        | 12 март 2015     | 17 септември 2015          | 1.30                |
| |    | |                  |                                    |                  |                            |                     |
| 128 | 17 | 'Птица в позлатена клетка' ("A bird in a gilded cage")                                                      | Джошуа Бътлър    | Найл Рейнолдс                      | 19 март 2015     | 18 септември 2015          | 1.59                |
| |    | |                  |                                    |                  |                            |                     |
| 129 | 18 | 'Никога не бих могъл да обичам по този начин' ("I never could love like that")                              | Лесли Либман     | Матю Д'Амброзио                    | 16 април 2015    | 21 септември 2015          | 1.35                |
| |    | |                  |                                    |                  |                            |                     |
| 130 | 19 | 'Защото' ("Because")                                                                                        | Геоф Шотц        | Мелинда Хсу Тайлър                 | 23 април 2015    | 22 септември 2015          | 1.37                |
| |    | |                  |                                    |                  |                            |                     |
| 131 | 20 | 'Бих напуснал щастливия си дом заради теб' ("I'd leave my happy home for you")                              | Джеси Уарн       | Брет Матюс & Ребека Съншайн        | 30 април 2015    | 23 септември 2015          | 1.21                |
| |    | |                  |                                    |                  |                            |                     |
| 132 | 21 | 'Ще се омъжа за теб през златното лято' ("I'll wed you in the golden summertime")                           | Майкъл Аловиц    | Браян Йънг                         | 7 май 2015       | 24 септември 2015          | 1.32                |
| |    | |                  |                                    |                  |                            |                     |
| 133 | 22 | 'Мисля си за теб през цялото време' ("I'm thinking of you all the while")                                   | Крис Грисмър     | Джули Плек & Керълайн Драйс        | 14 май 2015      | 25 септември 2015          | 1.44                |
| |    | |                  |                                    |                  |                            |                     |

### Сезон 7 (2015 – 2016)
Американският канал The CW обявява, че ще има седми сезон на 11 януари 2015. Сезонът започва на 8 октомври 2015 и завършва на 13 май 2016.
| №   | #  | Заглавие                                                                                 | Режисура             | Сценарий                      | Първо излъчване  | Първо излъчване в България | Рейтинг (в милиони) |
| --- | -- | ---------------------------------------------------------------------------------------- | -------------------- | ----------------------------- | ---------------- | -------------------------- | ------------------- |
| 134 | 1  | 'Ден първи от 22 хиляди, дай или вземи' ("Day one of twenty-two thousand, give or take") | Паскал Фершоорис     | Керълайн Драйс                | 8 октомври 2015  | 9 септември 2016 г.        | 1.38                |
|     |    |                                                                                          |                      |                               |                  |                            |                     |
| 135 | 2  | 'Никога не ме пускай' ("Never let me go")                                                | Крис Грисмър         | Браян Йънг                    | 15 октомври 2015 | 12 септември 2016 г.       | 1.40                |
|     |    |                                                                                          |                      |                               |                  |                            |                     |
| 136 | 3  | 'Години на невинността' ("Age of innocence")                                             | Майкъл А. Аловиц     | Мелинда Хсу Тайлър            | 22 октомври 2015 | 13 септември 2016 г.       | 1.20                |
|     |    |                                                                                          |                      |                               |                  |                            |                     |
| 137 | 4  | 'Нося сърцето ти с мен' ("I carry your heart with me")                                   | Джефри Хънт          | Найл Рейнолдс                 | 29 октомври 2015 | 14 септември 2016 г.       | 1.24                |
|     |    |                                                                                          |                      |                               |                  |                            |                     |
| 138 | 5  | 'Живей с това' ("Live through this")                                                     | Кели Сайръс          | Ребека Съншайн                | 5 ноември 2015   | 15 септември 2016 г.       | 1.34                |
|     |    |                                                                                          |                      |                               |                  |                            |                     |
| 139 | 6  | 'Най-добре сервираният студ' ("Best served cold")                                        | Дарън Дженет         | Керълайн Драйс                | 12 ноември 2015  | 16 септември 2016 г.       | 1.32                |
|     |    |                                                                                          |                      |                               |                  |                            |                     |
| 140 | 7  | 'Най-скъпият на мама' ("Mommie dearest")                                                 | Тони Соломонс        | Чад Файваш & Джеймс Стотеракс | 19 ноември 2015  | 19 септември 2016 г.       | 1.10                |
|     |    |                                                                                          |                      |                               |                  |                            |                     |
| 141 | 8  | 'Задръж ме, развълнувай ме, целуни ме' ("Hold Me, thrill Me, kiss Me")                   | Лесли Либман         | Брет Матюс                    | 3 декември 2015  | 20 септември 2016 г.       | 1.31                |
|     |    |                                                                                          |                      |                               |                  |                            |                     |
| 142 | 9  | 'Студен като леда' ("Cold as ice")                                                       | Джефри Уинг Шотц     | Браян Йънг                    | 10 декември 2015 | 21 септември 2016 г.       | 1.17                |
|     |    |                                                                                          |                      |                               |                  |                            |                     |
| 143 | 10 | 'Другите хора са адът' ("Hell is other people")                                          | Дебора Чоу           | Холи Брикс & Найл Рейнолдс    | 29 януари 2016   | 22 септември 2016 г.       | 1.23                |
|     |    |                                                                                          |                      |                               |                  |                            |                     |
| 144 | 11 | 'Нещата, които изгубихме в огъня' ("Things we lost in the fire")                         | Пол Уесли            | Мелинда Хсу Тайлър            | 5 февруари 2016  | 23 септември 2016 г.       | 1.09                |
|     |    |                                                                                          |                      |                               |                  |                            |                     |
| 145 | 12 | 'Пощенски картички от ръба' ("Postcards from the edge")                                  | Паскал Фершоорис     | Ребека Съншайн                | 12 февруари 2016 | 26 септември 2016 г.       | 1.05                |
|     |    |                                                                                          |                      |                               |                  |                            |                     |
| 146 | 13 | 'Това е женска работа' ("This woman's work")                                             | Гарет Стоувър        | Чад Файваш & Джеймс Стотраукс | 19 февруари 2016 | 27 септември 2016 г.       | 1.01                |
|     |    |                                                                                          |                      |                               |                  |                            |                     |
| 147 | 14 | 'Пълнолуние на Баю' ("Moonlight on the Bayou")                                           | Джефри Хънт          | Керълайн Драйс & Брет Матюс   | 26 февруари 2016 | 28 септември 2016 г.       | 1.12                |
|     |    |                                                                                          |                      |                               |                  |                            |                     |
| 148 | 15 | 'Заради теб бих' ("I would for you")                                                     | Майк Карасик         | Браян Йънг                    | 4 март 2016      | 29 септември 2016 г.       | 1.06                |
|     |    |                                                                                          |                      |                               |                  |                            |                     |
| 149 | 16 | 'Дни на бъдещото минало' ("Days of future past")                                         | Иън Сомърхолдър      | Мелинда Хсу Тайлър            | 1 април 2016     | 30 септември 2016 г.       | 1.07                |
|     |    |                                                                                          |                      |                               |                  |                            |                     |
| 150 | 17 | 'Отидох в гората' ("I went to the woods")                                                | Джули Плек           | Джули Плек & Найл Рейнолдс    | 8 април 2016     | 3 октомври 2016 г.         | 1.03                |
|     |    |                                                                                          |                      |                               |                  |                            |                     |
| 151 | 18 | 'Така или иначе' ("One way or another")                                                  | Рашаад Ернесто Грийн | Пени Кокс & Ребека Съншайн    | 15 април 2016    | 4 октомври 2016 г.         | 1.02                |
|     |    |                                                                                          |                      |                               |                  |                            |                     |
| 152 | 19 | 'Някой, когото познавах' ("Somebody that I used to know")                                | Крис Грисмър         | Матю Д'Амброзио & Холи Брикс  | 22 април 2016    | 5 октомври 2016 г.         | 1.02                |
|     |    |                                                                                          |                      |                               |                  |                            |                     |
| 153 | 20 | 'Убий всички' ("Kill 'Em all")                                                           | Кели Сайръс          | Чад Файваш & Джеймс Стотеро   | 29 април 2016    | 6 октомври 2016 г.         | 1.05                |
|     |    |                                                                                          |                      |                               |                  |                            |                     |
| 154 | 21 | 'Реквием за един сън' ("Requiem for a dream")                                            | Пол Уесли            | Брет Матюс & Найл Рейнолдс    | 6 май 2016       | 7 октомври 2016 г.         | 0.90                |
|     |    |                                                                                          |                      |                               |                  |                            |                     |
| 155 | 22 | 'Богове и чудовища' ("Gods and monsters")                                                | Майкъл А. Аловиц     | Браян Йънг                    | 13 май 2016      | 10 октомври 2016 г.        | 1.04                |
|     |    |                                                                                          |                      |                               |                  |                            |                     |

### Сезон 8 (2016 – 2017)
Американският канал The CW обявява, че ще има осми сезон на 11 март 2016 и той ще бъде последен за поредицата. Сезонът започва на 21 октомври 2016 и завършва на 10 март 2017.
| №   | #  | Заглавие | Режисура         | Сценарий                                          | Първо излъчване  | Първо излъчване в България | Рейтинг (в милиони) |
| --- | -- | --- | ---------------- | ------------------------------------------------- | ---------------- | -------------------------- | ------------------- |
| 156 | 1  | 'Здравей, братко' ("Hello brother")                                                                           | Майкъл А. Аловиц | Кевин Уилямсън & Джули Плек                       | 21 октомври 2016 | 30 октомври 2017           | 0.98                |
|     |    | |                  |                                                   |                  |                            |                     |
| 157 | 2  | 'Днес ще бъде различно' ("Today will be different")                                                           | Паскал Фешуурис  | Мелинда Хсу Тайлър                                | 28 октомври 2016 | 30 октомври 2017           | 0.90                |
|     |    | |                  |                                                   |                  |                            |                     |
| 158 | 3  | 'Ти реши, че си заслужава да ме спасиш' ("You decided that I was worth saving")                               | Майкъл Карасик   | Чад Файваш & Джеймс Щотрокс                       | 4 ноември 2016   | 31 октомври 2017           | 0.94                |
|     |    | |                  |                                                   |                  |                            |                     |
| 159 | 4  | 'Вечност от страдания' ("An eternity of misery")                                                              | Роб Харди        | Нийл Рейнолдс & Брет Матюс                        | 11 ноември 2016  | 31 октомври 2017           | 1.00                |
|     |    | |                  |                                                   |                  |                            |                     |
| 160 | 5  | 'Прибирането вкъщи беше грешка' ("Coming home was a mistake")                                                 | Джеймс Томсън    | Селин Гейгър                                      | 18 ноември 2016  | 1 ноември 2017             | 0.92                |
|     |    | |                  |                                                   |                  |                            |                     |
| 161 | 6  | 'Обиколка на някои случайни гъсти гори с път към Ада' ("Detoured on some random backwoods path to hell")      | Пол Уесли        | Алън Макелрой                                     | 2 декeмври 2016  | 1 ноември 2017             | 1.05                |
|     |    | |                  |                                                   |                  |                            |                     |
| 162 | 7  | 'Следващият път, когато нараня някого, това може да си ти' ("The next time I hurt somebody, it could be you") | Таня Хамилтън    | Шукри Хасан Тилгман                               | 9 декември 2016  | 2 ноември 2017             | 0.98                |
|     |    | |                  |                                                   |                  |                            |                     |
| 163 | 8  | 'Имаме история заедно' ("We have history together")                                                           | Иън Сомърхолдър  | Матю Д'Амбросио                                   | 13 януари 2017   | 2 ноември 2017             | 0.95                |
|     |    | |                  |                                                   |                  |                            |                     |
| 164 | 9  | 'Простата интимност на близкото докосване' ("The simple intimacy of the near touch")                          | Джеф Шотз        | Нийл Рейнолдс & Пени Кокс                         | 20 януари 2017   | 3 ноември 2017             | 0.86                |
|     |    | |                  |                                                   |                  |                            |                     |
| 165 | 10 | 'Носталгията е кучка' ("Nostalgia's a bitch")                                                                 | Кели Сайръс      | Брет Матюс                                        | 27 януари 2017   | 3 ноември 2017             | 0.94                |
|     |    | |                  |                                                   |                  |                            |                     |
| 166 | 11 | 'Ти направи избора да си добър' ("You made a choice to be good")                                              | Керъл Бенкър     | Мелинда Хсу Тайлър & Селин Гейгър                 | 3 февруари 2017  | 6 ноември 2017             | 0.92                |
|     |    | |                  |                                                   |                  |                            |                     |
| 167 | 12 | 'Какво си ти?' ("What are you?")                                                                              | Дарън Дженет     | Чад Файваш & Джеймс Стотеро                       | 10 февруари 2017 | 6 ноември 2017             | 1.11                |
|     |    | |                  |                                                   |                  |                            |                     |
| 168 | 13 | 'Лъжите ще те догонят' ("The lies are going to catch up with you")                                            | Тони Соломон     | Нийл Рейнолдс                                     | 17 февруари 2017 | 7 ноември 2017             | 0.99                |
|     |    | |                  |                                                   |                  |                            |                     |
| 169 | 14 | 'Беше адско пътуване' (" It's been a Hell of a ride")                                                         | Паскал Фешуурис  | Брет Матюс & Шукри Хасан Тилгман                  | 24 февруари 2017 | 7 ноември 2017             | 1.04                |
|     |    | |                  |                                                   |                  |                            |                     |
| 170 | 15 | 'Планираме сватба през юни' ("We're planning a June wedding")                                                 | Крис Грисмър     | Мелинда Хсу Тайлър, Джен Вестуто & Мелиса Марлете | 3 март 2017      | 8 ноември 2017             | 1.14                |
|     |    | |                  |                                                   |                  |                            |                     |
| 171 | 16 | 'Чувствах се епично' ("I was feeling epic")                                                                   | Джули Плек       | Кевин Уилямсън & Джули Плек                       | 10 март 2017     | 8 ноември 2017             | 1.15                |
|     |    | |                  |                                                   |                  |                            |                     |

### Специални епизоди
| № | Заглавие                        | Излъчено между                                   | Първо излъчване | Рейтинг (в милиони) |
| 1 | „Завинаги твои“ (Forever yours) | „Планираме сватба през юни“ „Чувствах се епично“ | 10 март 2017    | 1.07                |